# Xochicalco
Koordinaten: 18° 48′ 13,9″ N, 99° 17′ 47,1″ W
Xochicalco ist ein präspanischer archäologischer Fundplatz im westlichen Teil des Bundesstaates Morelos in Mexiko. Der – nicht originale – Name der Stätte entstammt der Nahuatl-Sprache und bedeutet („Am Ort des Blumenhauses“). Der Ort liegt ca. 38 km (Fahrtstrecke) südwestlich von Cuernavaca und ca. 110 km von Mexiko-Stadt.
Am 30. März 2015 wurde die Gedenkstätte in das Internationale Register für Kulturgut unter Sonderschutz der Haager Konvention zum Schutz von Kulturgut bei bewaffneten Konflikten aufgenommen.

## Fundplatz
Xochicalco besteht aus einem großen Bereich mit zeremoniellen Bauten und Wohnkomplexen der Oberschicht auf einem natürlichen Hügel mit künstlich terrassierten Abhängen und einer den gesamten Hügel umgebenden Befestigungsmauer mit komplexen Toreingängen. Die Bauten auf den obersten beiden Terrassen wurden seit den 1990er Jahren ausgegraben, gesichert und restauriert. Die Struktur von Xochicalco ist geprägt von großen Plätzen, die meist von Zeremonialbauten begrenzt sind, und gemauerten Straßen. Die frühesten Besiedlungsspuren reichen bis 200 v. Chr. zurück, die bedeutendste Architektur entstand zwischen 700 und 900. Zur Blütezeit lebten dort möglicherweise bis zu 20.000 Menschen.
Auf dem östlich benachbarten Hügel (Cerro de la Bodega) befindet sich eine kleine Zitadelle mit drei Höfen und umgebender Mauer, zu der eine gepflasterte und mit seitlichen Mauern abgegrenzte Straße hinaufführt. Wegen der deutlichen Abgrenzung wird eine rituelle Funktion der Zitadelle angenommen, mit einem noch nicht freigelegten Tempel vermutlich für den Gott Quetzalcoatl. Ein diese Anlage umgebender in den Fels eingeschnittener Graben wurde nicht fertiggestellt.

## Forschungsgeschichte
Die Ruinen wurden erstmals von Bernardino de Sahagún am Ende des 16. Jahrhunderts erwähnt. Eine erste Beschreibung aus eigener Anschauung wurde 1791 durch den Universalgelehrten José Antonio Alzate y Ramírez publiziert. Alexander von Humboldt veröffentlichte im Jahr 1810 Abbildungen und eine Beschreibung von Xochicalco. Auch der Kaiser Maximilian von Mexiko besuchte die Ruinen. Der Tempel der gefiederten Schlange wurde um 1910 durch den mexikanischen Archäologen Leopoldo Batres wiederhergestellt. Weitere archäologische Ausgrabungen und Restaurierungsarbeiten geschahen von 1934 bis 1947 durch Eduardo Noguera. Groß angelegte Grabungen und Wiederherstellungen des gesamten Areals erfolgten unter der Leitung von Silvia Garza Tarazona und Norberto González Crespo von 1984 bis 1994.

## Bauten

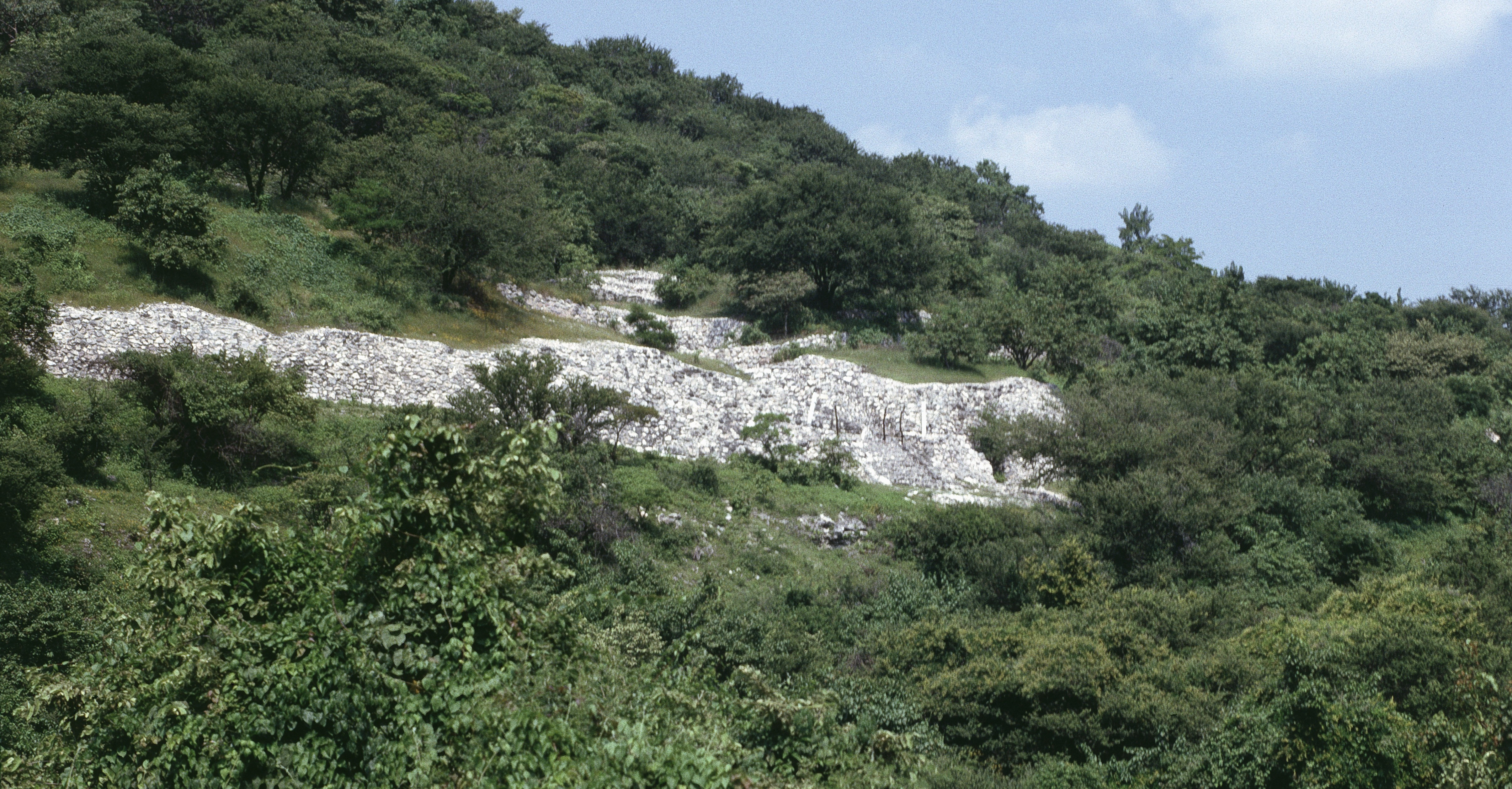
Befestigungsmauer mit Tor

Die Bauten von Xochicalco befinden sich auf mehreren räumlichen Ebenen eines 120 Meter über dem Talboden aufragenden Hügels. Die ebenen Flächen der verschiedenen Ebenen wurden durch Aufschüttungen und Abtragungen erreicht, weshalb zur Stabilisierung hohe, geböschte und mit Stein verkleidete Stützmauern erforderlich wurden. Diese waren einst mit einer bemalten Stuckschicht verkleidet. Alle Bauten befinden sich innerhalb eines Mauerrings, der am südlichen Abhang des Berges teilweise ausgegraben und rekonstruiert wurde. Dort liegt auch ein Tordurchgang, von dem ein gemauerter, nur teilweise freigelegter Weg auf die nächste Ebene führt.
Kennzeichnend für die Mehrzahl der Bauten in Xochicalco ist ein rechteckiger, oft beinahe quadratischer Grundriss mit einem breiten Eingang, der meist durch zwei gemauerte Pfeiler geteilt wird. An den Eingang schließt sich ein mehr oder minder schmaler Raum an, der über die gesamte Breite des Gebäudes reicht. Von dort führt ein einfacher Durchgang in den Vorraum, von dem es in den eigentlichen Innenraum geht. Das Dach bestand vermutlich aus Holzbalken mit einer dicken Stein- und Stuckpackung. Es wurde bei entsprechender Spannweite von hölzernen Stützen getragen, von dem sich oft Spuren im Stuckfußboden erhalten haben.

### Südliche Plaza

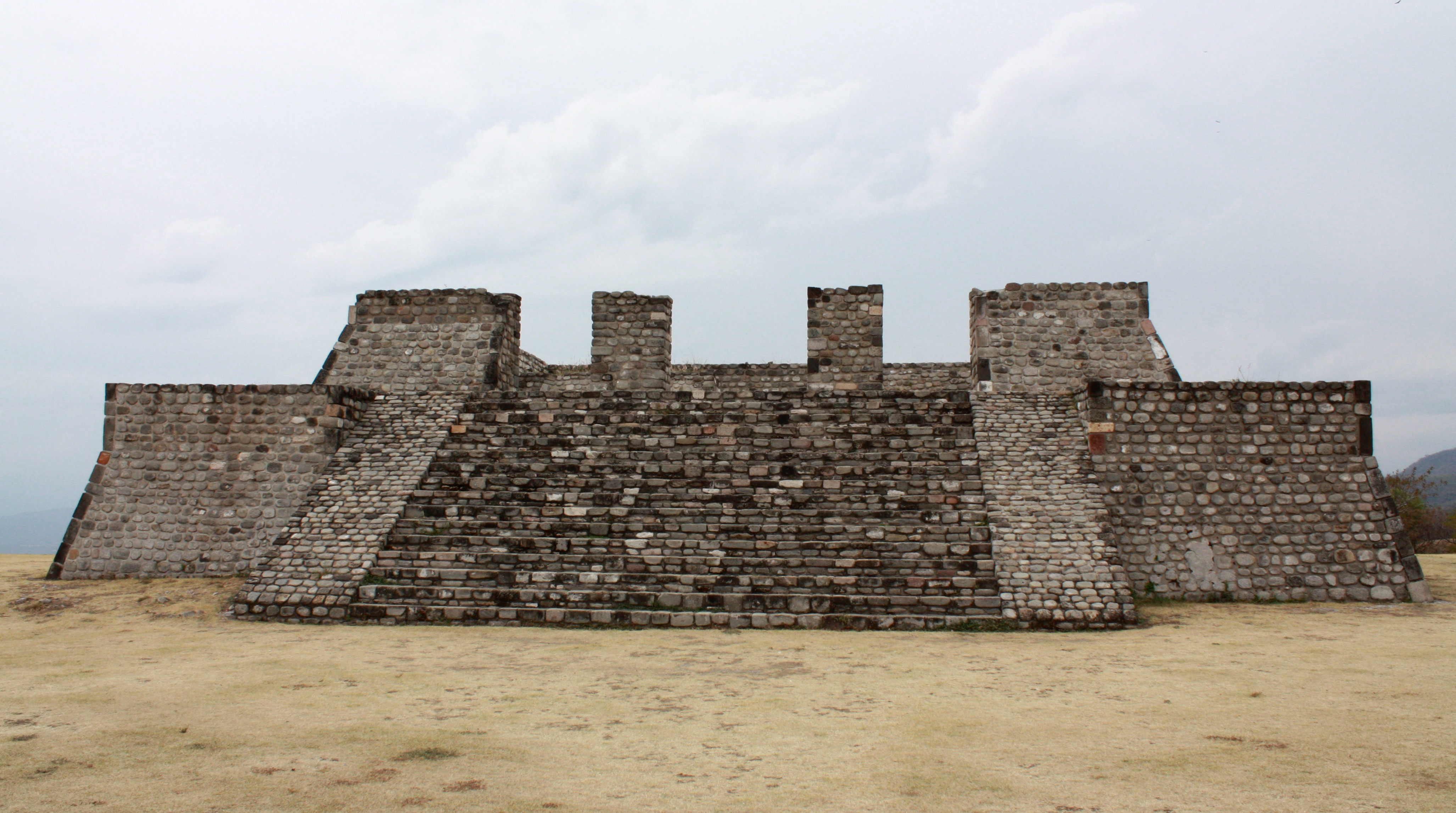
Tempel D

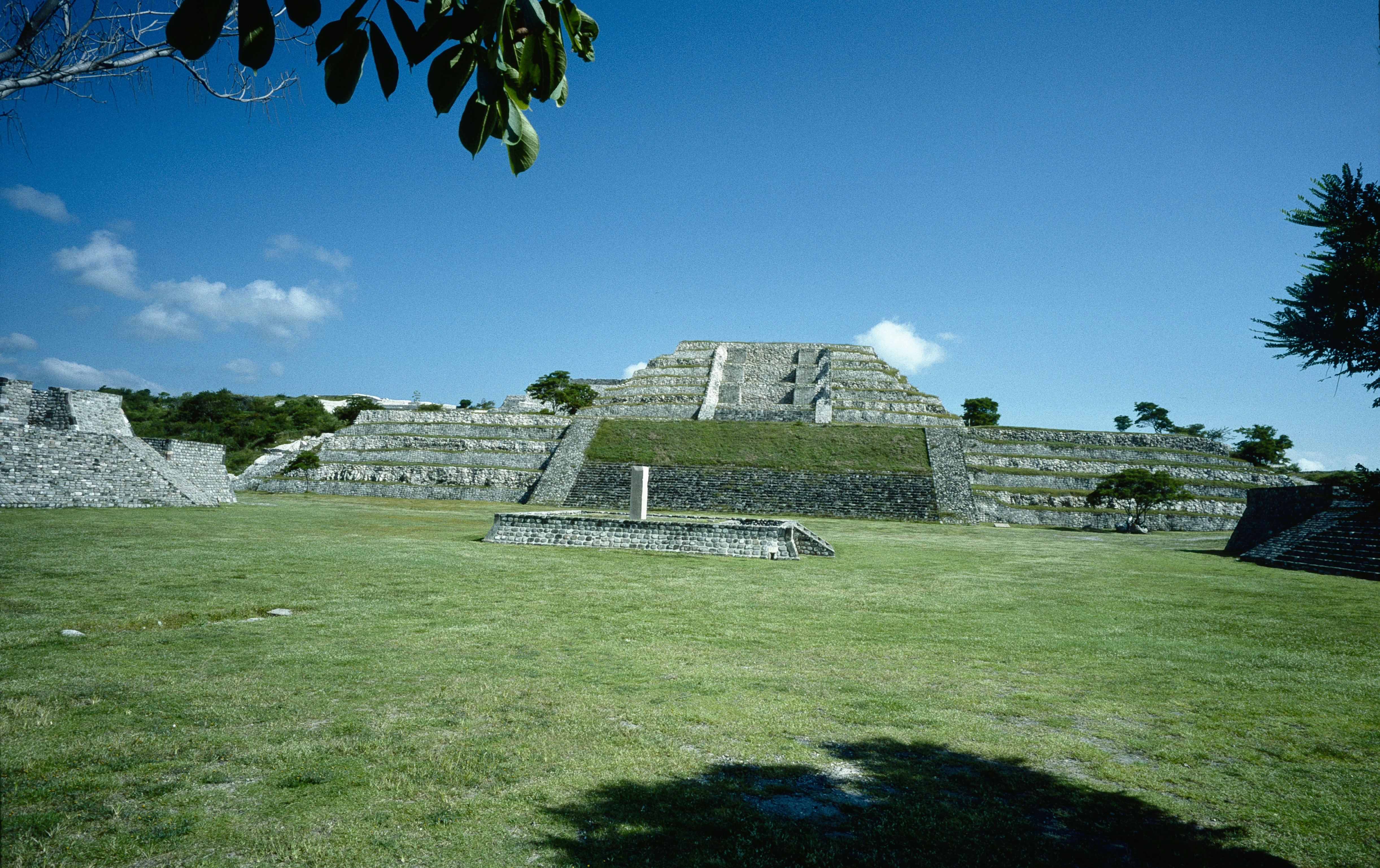
Gebäude E

Dort liegt die Plaza zwischen den beiden Tempeln D und C. Beide Tempel sind spiegelbildlich aufgebaut. Sie liegen auf einem Pyramidensockel, der zur Plaza hin über eine gemauerte Treppe verfügt. Auf dem Niveau der Pyramidensockel stehen die eigentlichen Tempel, die beide über einen großen Vorraum verfügen, der durch einen breiten Eingang zugänglich ist, der von zwei gemauerten Pfeilern dreifach unterteilt ist. An der hinteren Wand führt ein schmaler Eingang in den eigentlichen Tempelraum, der genau so breit ist wie der Vorraum, aber weit weniger tief. In der Mitte der Plaza liegt ein mehrfach erweiterter niedriger Sockel, auf dem eine Stele mit nur zwei Glyphenzeichen steht. An der Nordseite der Plaza befindet sich das Gebäude E (auch Gran Pirámide genannt), das von der Plaza den Eindruck einer hohen Pyramide mit breiter Treppe erweckt. Tatsächlich handelt es sich aber um den entsprechend gestalteten Teil der Stützmauer der dritten Ebene, mit drei übereinander liegenden Baukörpern im tablero-talud Profil (Böschung, darüber ein eingesenktes vertikales Feld, darüber vorkragend ein breites vertikales Band) während der eigentliche pyramidenartige Bau aus vier gleich gestalteten Baukörpern besteht. In der Mitte der Fassade liegt eine breite Treppe mit breiten Treppenwangen. Vom eigentlichen Tempelgebäude auf der Spitze dieser Pyramide sind nur geringe Reste der Umfassungsmauer erhalten.
Die südliche Plaza wird im Süden begrenzt durch zwei beinahe exakt spiegelbildliche Bauten aus zwei Reihen von Räumen beiderseits eines breiten Durchganges. Dieser Durchgang wird durch eine breite Treppe von einem tieferen Niveau (heute ein aufgelassener Parkplatz) erreicht.
Von dieser Stelle führt eine deutlich geneigte gepflasterte Straße nach Westen am Ballspielplatz 1 vorbei in Richtung auf den Palast und die mächtige unausgegrabene Pyramide der Malinche.

### Der große Aufgang

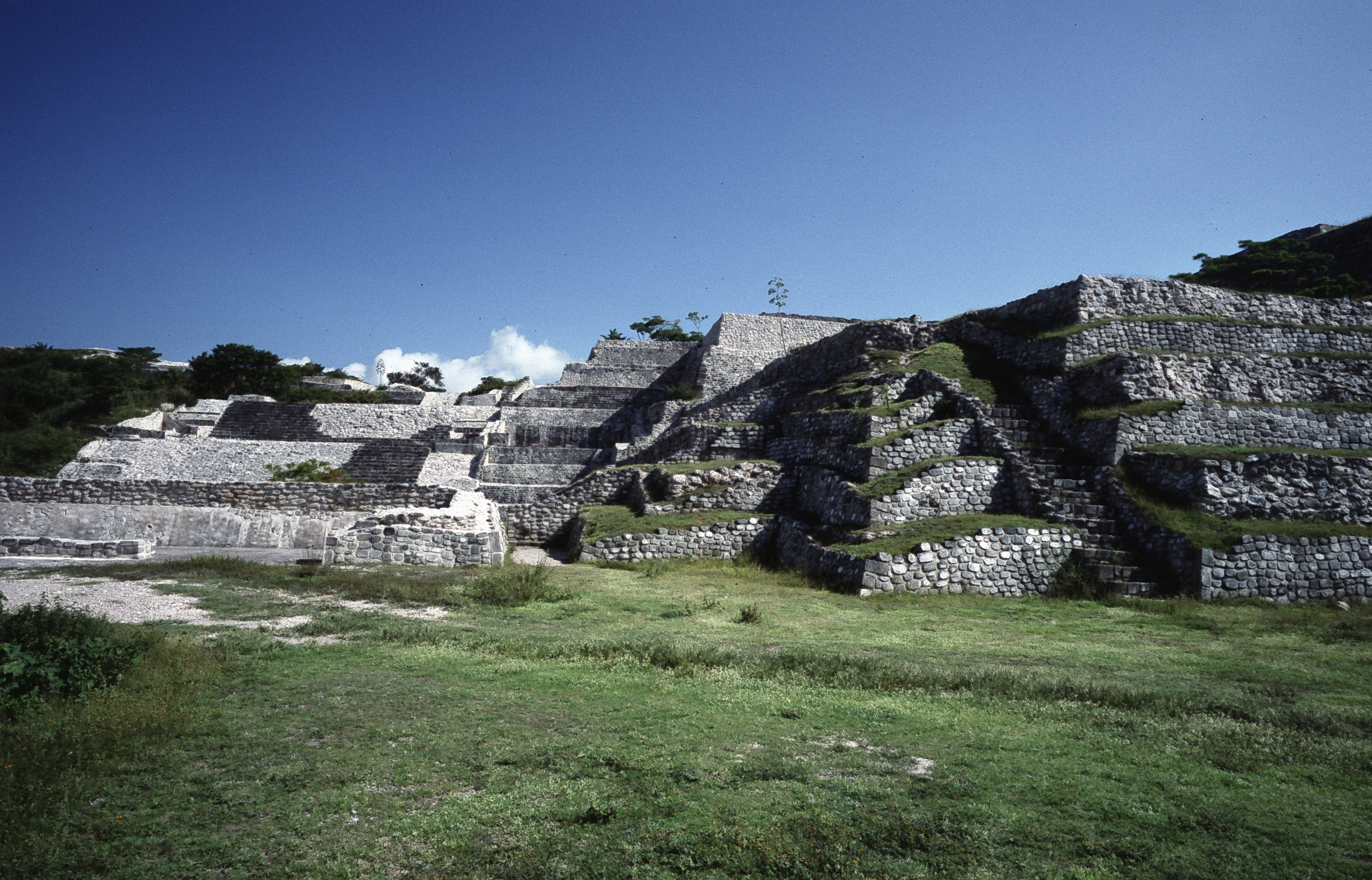
Der große Aufgang

Von der nordwestlichen Ecke der südlichen Plaza gelangt man zu einem Durchgangsbauwerk: Einer zentralen Mauer ist auf beiden Seiten ein Portikus (südlich mit besonders breiten Mauerscheiben) vorgelagert, auch der zentral gelegene Durchgang durch die Mauer ist durch zwei Mauerpfeiler unterteilt. Auf beiden Seiten des nördlichen Portikus sind Reste von Treppen erhalten, die auf das Dach dieses Gebäudes hinaufführten. Dieses Gebäude begrenzte den Zugang zu der anschließenden rechteckigen Plaza. Die Plaza wurde an zwei Seiten durch die gestufte Böschung des obersten Niveaus eingerahmt. Die Böschung verläuft unausgegraben im Westen weiter. Auf verschiedenen Stufen der Böschung befanden sich schmale langgestreckte Bauten mit portikusartigen Öffnungen zur Plaza.
Von der Plaza führte eine monumentale, nur teilweise wiederhergestellte Treppe mit besonders breiten Treppenwangen auf einen Absatz hinauf. Von diesem gelangte man über eine Fortsetzung der Treppe zu einem zweiten Durchgangsbauwerk und einer quadratischen Plaza. An deren gegenüberliegender Seite führt schließlich eine schmalere Treppe zum obersten Niveau und dem dort befindlichen Durchgangsbauwerk zu großen Plaza.

### Randbebauung
Östlich der Gran Pirámide befindet sich auf halber Höhe ein bemerkenswerter Bau: Um einen etwas tiefer liegenden rechteckigen Innenhof befinden sich auf allen vier Seiten portikusartige Räume, die sich durch von Mauerpfeilern gebildete Durchgänge zum Hof hin öffnen. Auf der Westseite wird die Raumreihe von einer sogenannten Fliegenden Treppe überspannt, die auf das Dachniveau führt. Dies war auch der einzige Zugang zu diesem Komplex, wodurch seine besondere Abgeschlossenheit deutlich wird.

### Zentrale Plaza
Auf dem höchsten Niveau des Berges von Xochicalco befindet sich eine unregelmäßige rechteckige Plaza, die im Osten von einer Reihe niedriger Bauten begrenzt wird, die parallel zur Umfassungsmauer an deren Rand verlaufen. Im Südosten wird die Plaza von dem Gebäude A, im Süden von einem Eingangsbauwerk am oberen Ende einer von mittleren Niveau ankommenden Treppe begrenzt. Das Eingangsbauwerk besteht aus einem langrechteckigen Raum, der im Süden zur monumentalen Treppe über die Umfassungsmauer einen breiten Eingang verfügt, der durch vier dicke Mauererpfeiler unterteilt ist. Der gegenüberliegende Eingang zur Plaza ist nur halb so breit. Im Westen wird die Plaza von der Akropolis abgeschlossen, einer etwas höher gelegenen Ansammlung von ineinander übergehenden Gebäuden. Die Begrenzung im Norden wird durch den Abfall der obersten Umfassungsmauer gebildet. Etwas östlich der Mitte der Plaza befinden sich zwei im Grundriss identische Bauten. Die südliche ist wegen ihrer Fassadendekoration als Pyramide der gefiederten Schlange bekannt geworden, von dem nördlichen wurden bisher nur die undekorierten Außenmauern und minimale Reste eines einstigen oberen Tempelgebäudes freigelegt.

### Pyramide der gefiederten Schlange

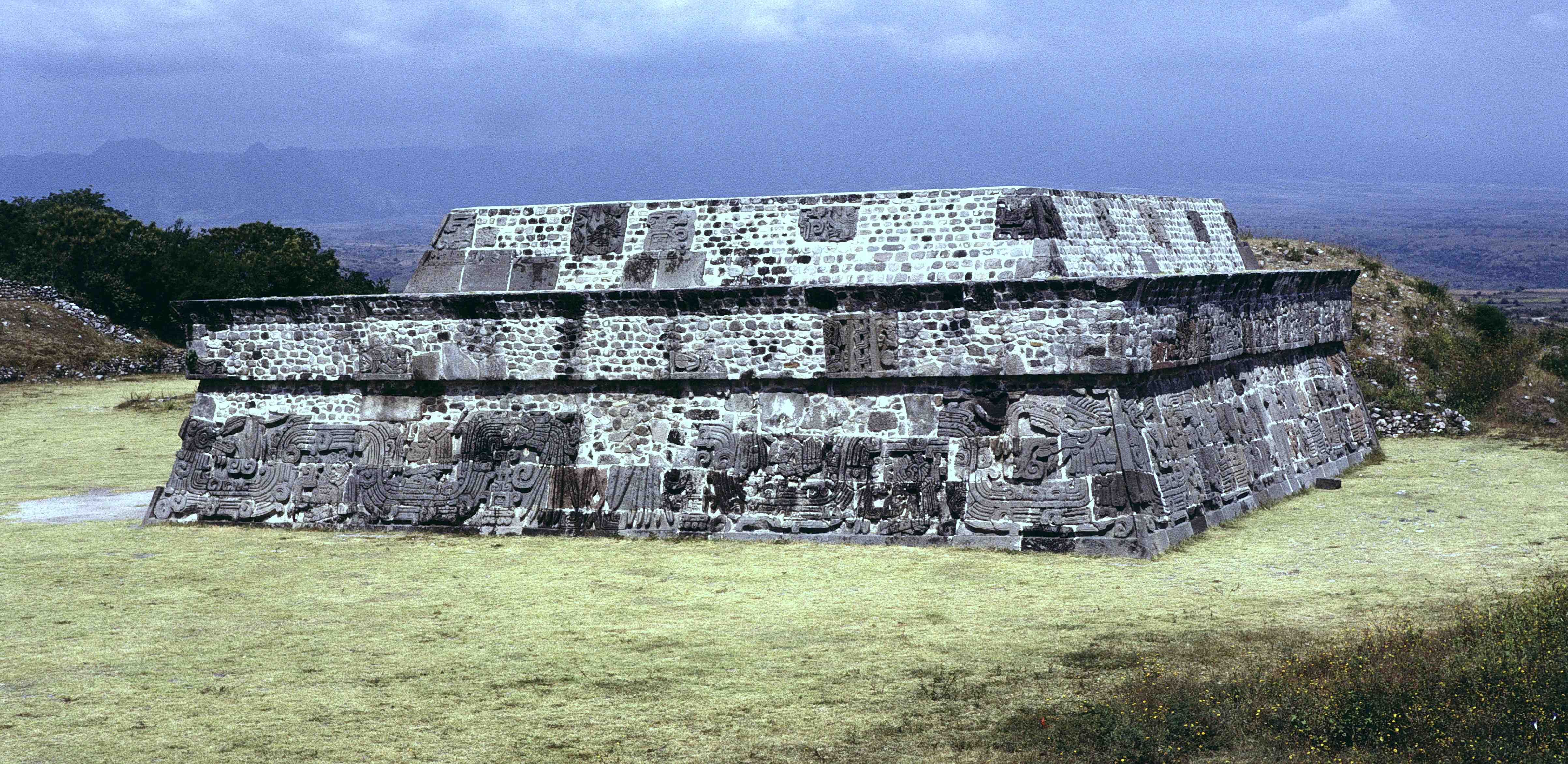
Pyramide der Federschlange

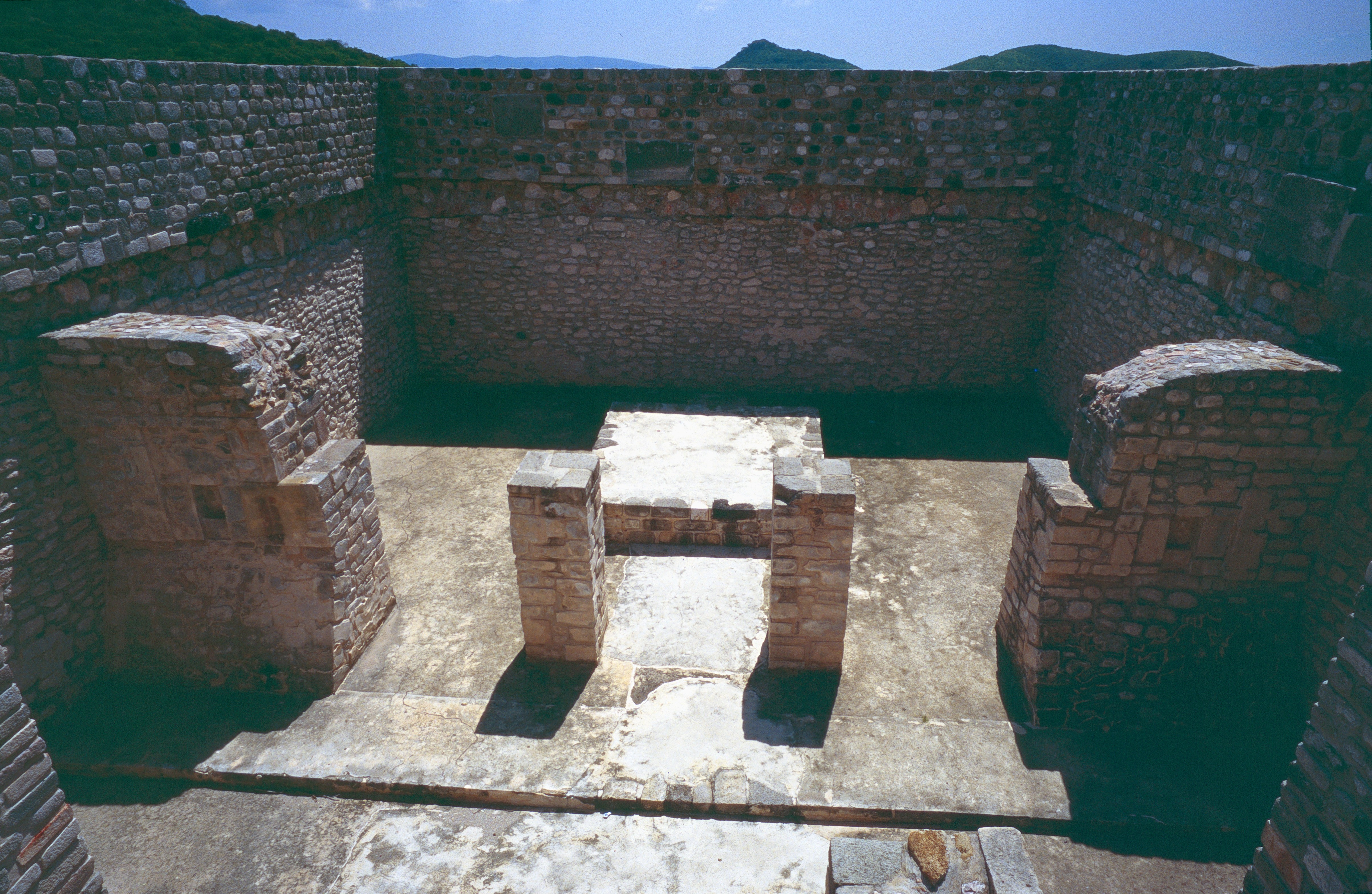
Bau im Inneren der Pyramide

Für das Schauspiel der gefiederten Schlange, siehe: →Pyramide des Kukulcán
Die Pyramide war niemals völlig mit Erde und Schutt bedeckt, die Reliefe blieben großenteils sichtbar, der Bau wurde zu Beginn des 20. Jahrhunderts von Leopoldo Batres komplett freigelegt und konsolidiert. Er besteht aus zwei übereinander angeordneten Baukörpern. Der untere ist vollständig erhalten, die Fassade weist einen höheren geböschten Teil (Talus, spanisch: Talud) auf. Es ist dieser Teil, der an allen Seiten mit insgesamt acht gewundenen gefiederten Schlangen in einem erhabenen Steinrelief geschmückt ist. Zwischen den Windungen befinden sich Darstellungen sitzender Personen mit elaboriertem Kopfschmuck und Sprache andeutender Volute vor dem Gesicht oder kalendarische Zeichen mit Zahlenkoeffizienten im Balken-Punkt-System. Aus den Zeichen steigt eine hohe Rauchfahne auf. Die Darstellungsweise lässt eine strukturelle Analogie zu einer gefalteten Bilderhandschrift aus 4 Blättern (Vorder- und Rückseite) vermuten. Über diesem geböschten Teil ragt eine senkrechte Fläche (spanisch: Tablero) etwas vor, in die einzelne Reliefblöcke unzusammenhängend eingelassen sind. Diese Blöcke wurden von Batres im Schutt gefunden und willkürlich eingesetzt. Nur an der Ostseite sind die Blöcke in vermutlich originaler Form vorhanden und wieder befestigt worden. Desgleichen sind am Eingang an der Westseite die Steinreliefs in originaler Lagerung vorhanden, die komplexe nicht-kalendarische bilderschriftliche Zeichen enthalten, deren Bedeutung jedoch unbekannt ist. Bei der Wand handelt es sich vermutlich um den unteren Teil (Talus) der Wand, auf der wie in der ersten Stufe eine niedrigere senkrechte Fläche aufgesessen hat, hinter der das aus Holzbalken bestehende Dach verborgen war. Von den für das Dach notwendigen Stützen ist im Innenraum nichts mehr vorhanden. Bei Ausgrabungen in den 1990er Jahren wurde im Inneren der Pyramide ein Vorgängerbau freigelegt, der wie die Pyramiden C und D aus einem Vorraum und einem Hauptraum besteht, wobei die Verbindung zwischen beiden durch einen breiten Durchgang erfolgt, der durch zwei gemauerte Pfeiler unterteilt ist. Im Inneren des Hauptraumes wurde eine niedrige quadratische Plattform festgestellt.
Die Bedeutung der Steinreliefs ist bisher nicht entschlüsselt worden. Zur linken Seite der Westseite neben der vorkragenden Treppe befindet sich innerhalb der Windung der Federschlangen eine rätselhafte Darstellung, die vielleicht eine Korrelation zwischen unterschiedlichen Kalendersystemen oder eine Ablösung des einen Systems durch ein anderes anzuzeigen scheint (ausführlicher). Auch auf der rechten Seite neben der Treppe finden sich kalendarische Zeichen, ebenso an anderen Stellen der Fassade. Ein 28-tägiger Zyklus scheint aus den Distanzen mehrerer Daten ablesbar zu sein.
- Bildergalerie Schriftzeichen auf der Pyramide der Gefiederten Schlange

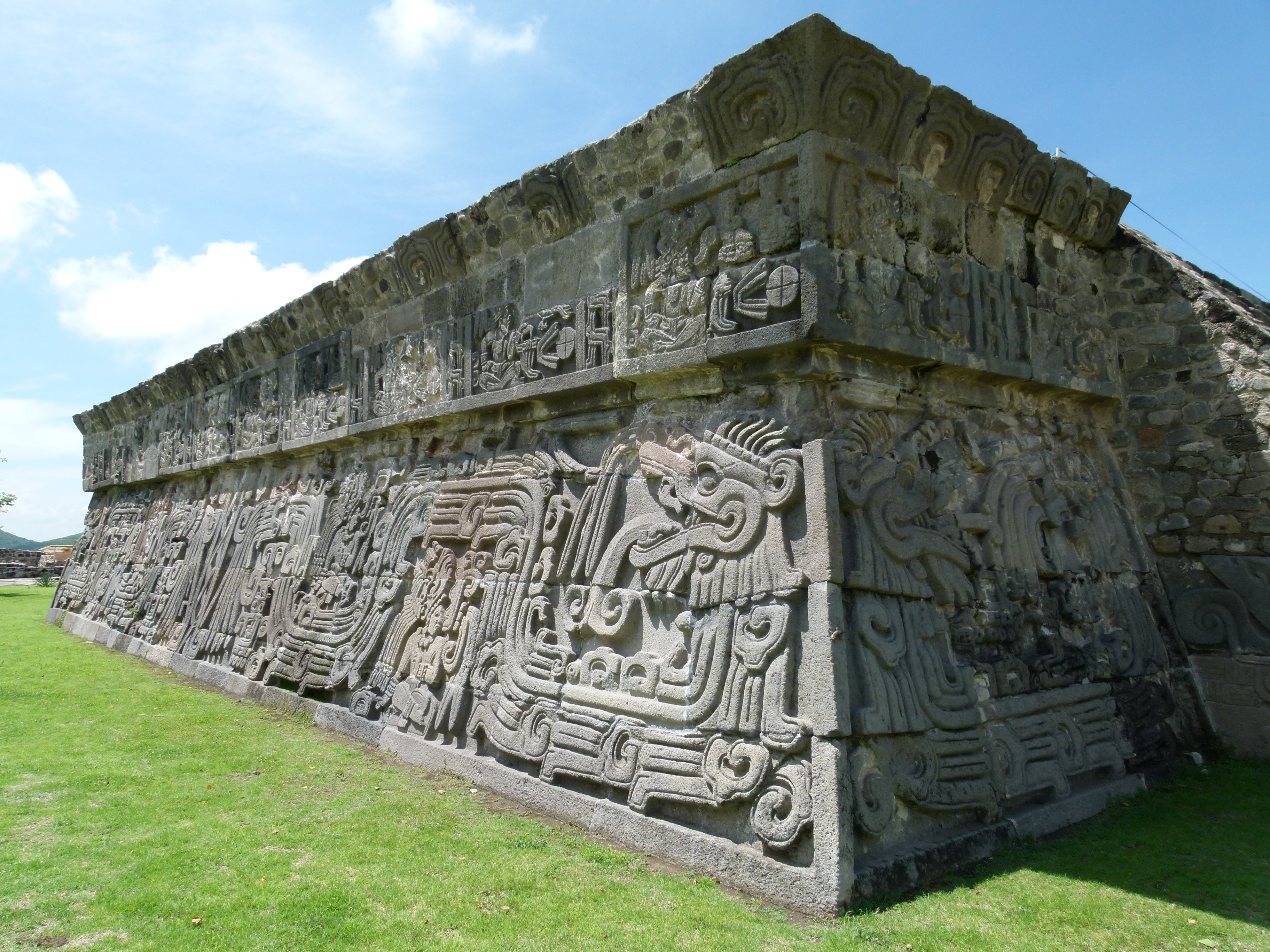
Darstellung der gefiederten Schlange
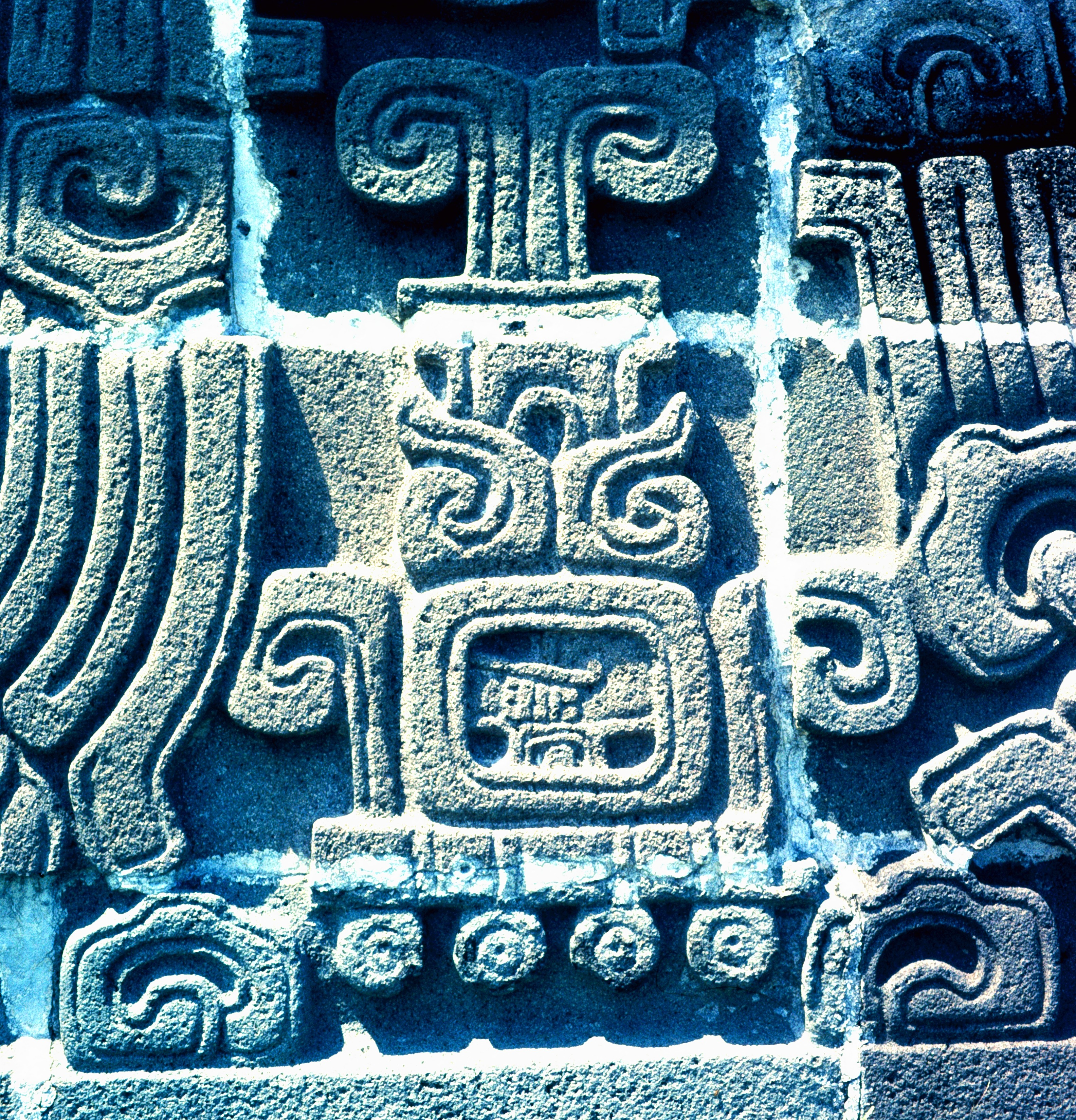
Kalenderzeichen mit Rauchfahne
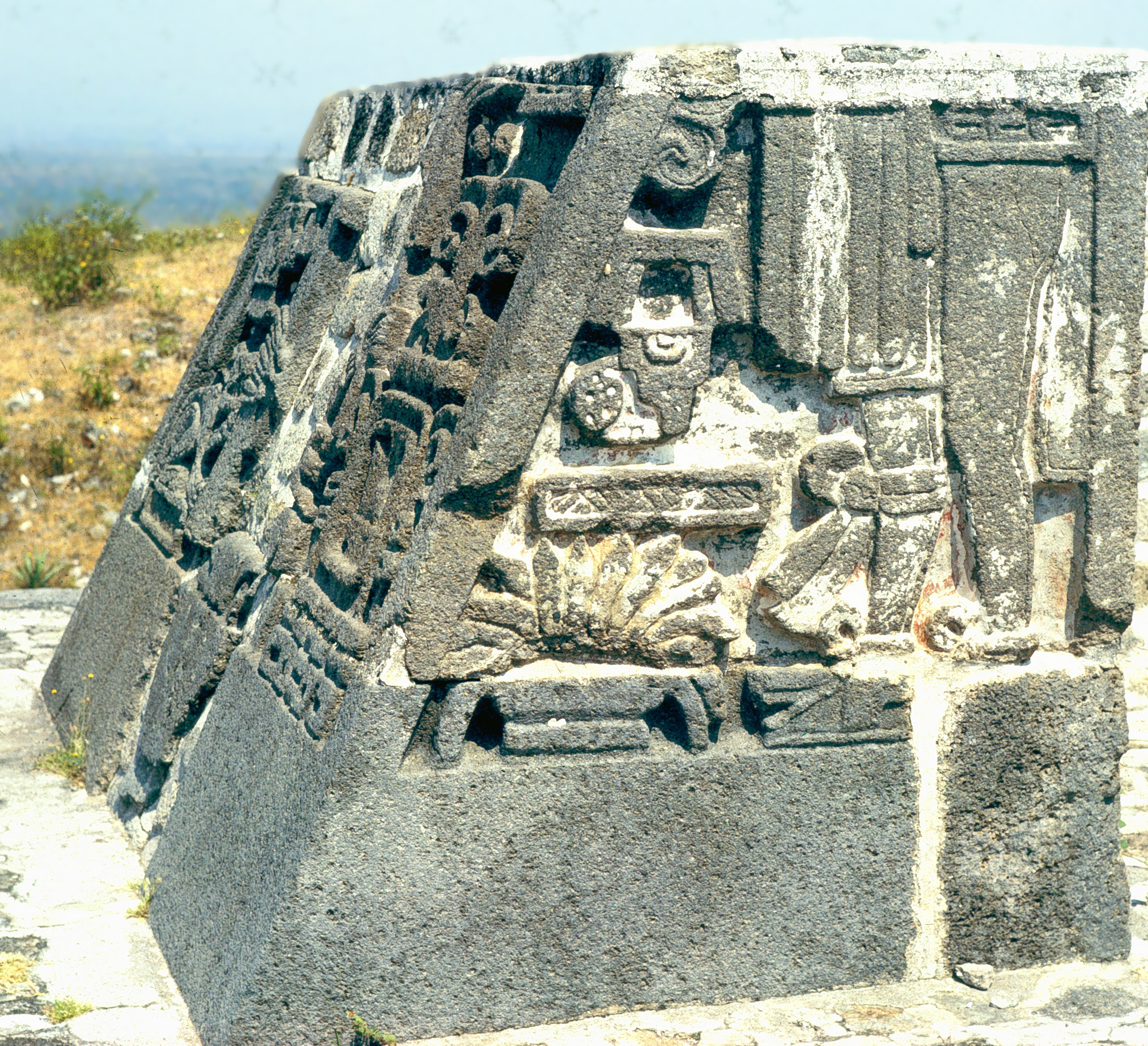
Nichtkalendarische Schriftzeichen
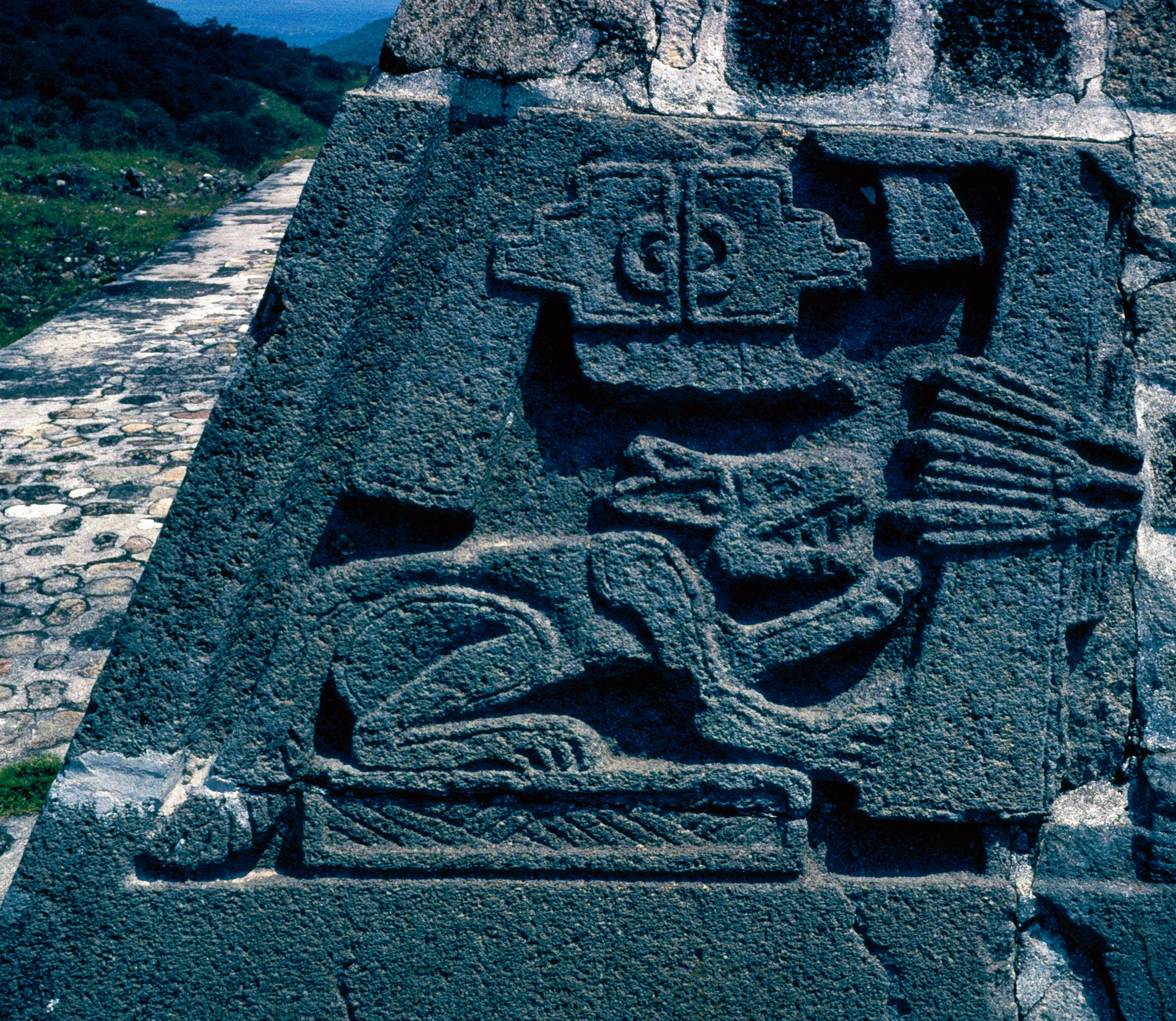
Nichtkalendarische Schriftzeichen

Nördlich neben der Pyramide steht eine weitere Pyramide mit demselben Grundriss, aber offenbar ohne Verkleidung mit Reliefplatten. Dennoch wird diese Pyramide of als Zwillingspyramide bezeichnet.

### Gebäude A

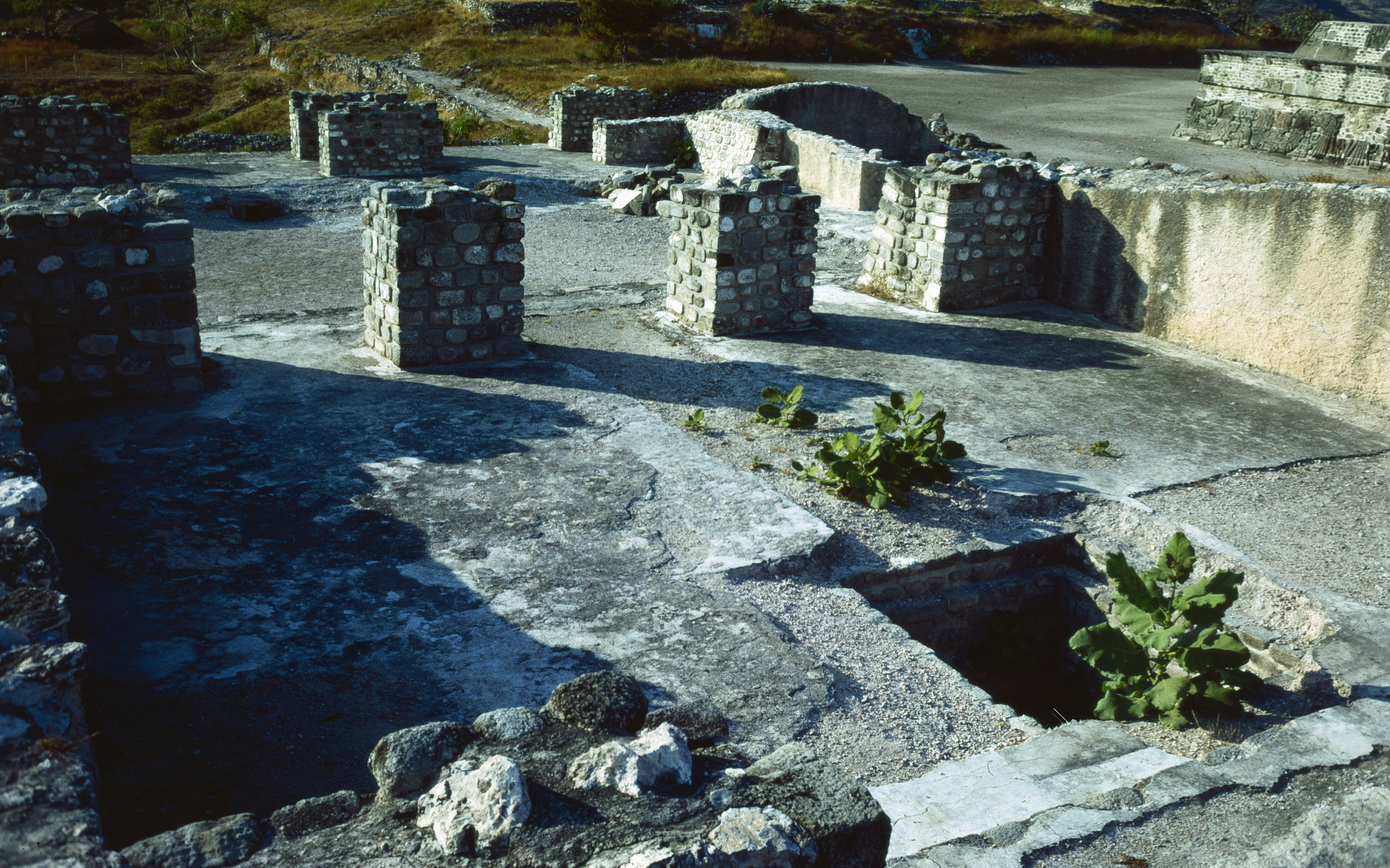
Gebäude A, Tempel der drei Stelen

Das Gebäude nimmt die Südostecke der zentralen Plaza ein. In ihm verbinden sich die kennzeichnenden Bauformen von Xochicalco: Das Gebäude liegt auf einer mittelhohen zweistufigen Pyramidenplattform, zu der man von der Westseite auf einer fast die ganze Breite des Sockels einnehmenden Treppe hinaufsteigt. Durch einen Portikus mit doppelter Reihe von zwei bzw. vier Pfeilern mit länglichem Grundriss gelangt man in den etwas tiefer liegenden Hof. Im Süden und Norden liegen rechteckige Räume. Im Osten erhebt sich auf einem niedrigen Pyramidensockel der zentrale, quadratische Tempelbau. In ihm wurde bei der Freilegung eine gemauerte rechteckige Vertiefung gefunden, in der die drei Stelen in zerbrochenem Zustand lagen, über und über mit rotem Zinnober bedeckt. Man kann hier sicherlich zu Recht von einer rituellen Bestattung sprechen.
Südlich des Gebäudes liegt der sogenannte Salón Sureste, in dem reiche Opfergaben, darunter große Meeresschneckenhäuser gefunden wurden, die ebenfalls rot bestäubt waren. Es hat den Anschein, als ob diese Opfergaben niedergelegt wurden, bevor dieses Gebäude bewusst zerstört wurde.

### Gebäude B

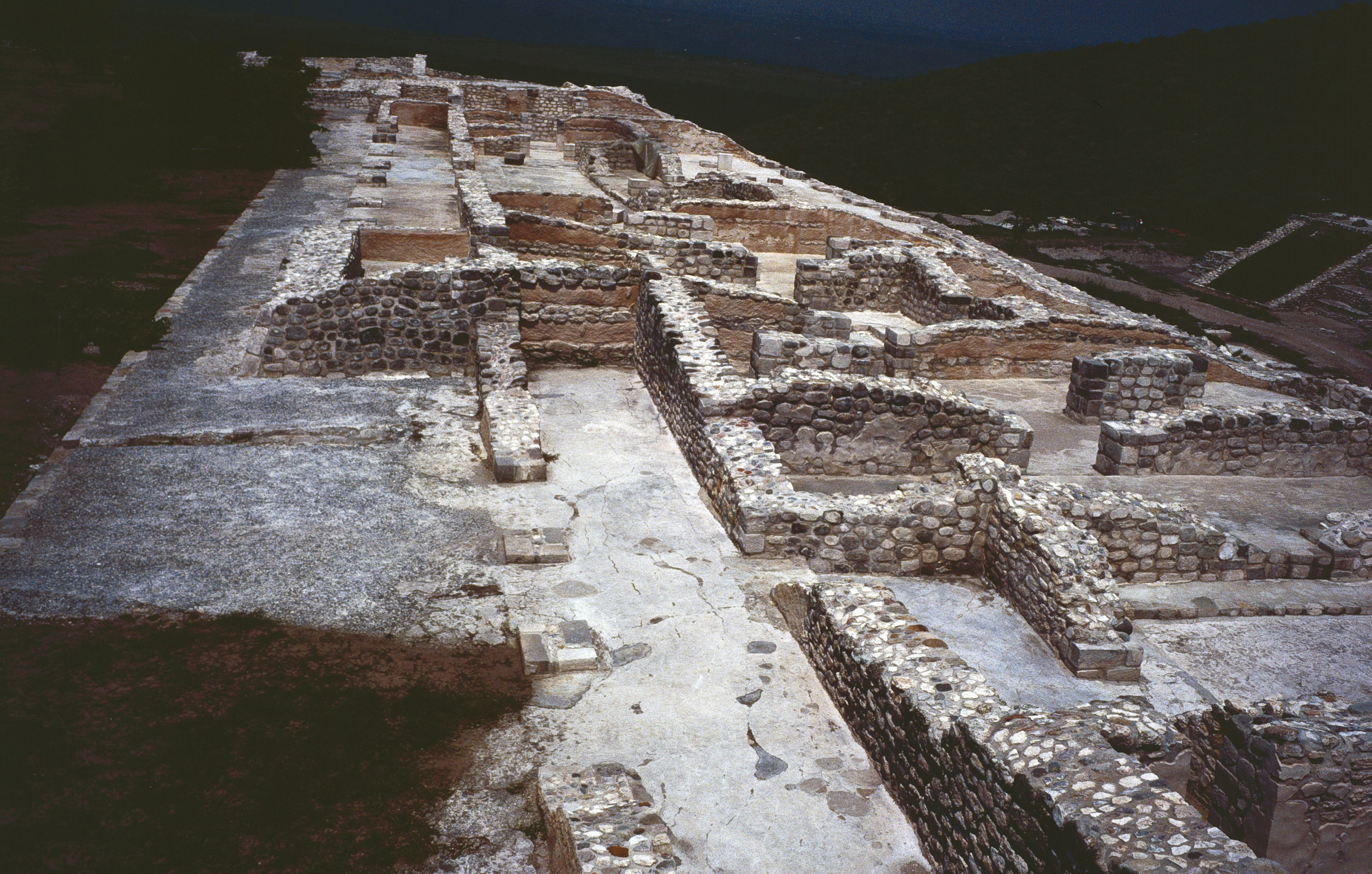
Gebäude B

Unmittelbar nördlich an das Gebäude A anschließend liegt an der östlichen Böschungskante des obersten Niveaus eine ungefähr 90 m lange stark verschachtelte Konstruktion, die zweifellos ein Wohnbereich der Oberschicht (ein Palast) gewesen ist. Es lassen sich drei Baueinheiten unterscheiden. Die mittlere verfügt über einen breiten Portikus zur Plaza, der durch ungefähr 6 gemauerte Pfeiler gebildet wird, von dem ein zentraler Durchgang in einen rechteckigen Raum mit Impluvium führt, das von einem Umgang mit Pfeilern umgeben ist. Von dort gelangt man in drei Räume, wobei der mittlere wieder in einen Portikus nach Osten hin mündet. Die seitlichen Räume haben Verbindungen mit den anderen Teilen des Gebäudes, wobei der südliche wiederum einen zur Plaza führenden Portikus aufweist. Die gesamte Anlage mit Impluvium und Pfeilerumgänge weist starke Ähnlichkeiten mit vergleichbaren Anlagen in Teotihuacan auf.

### Akropolis

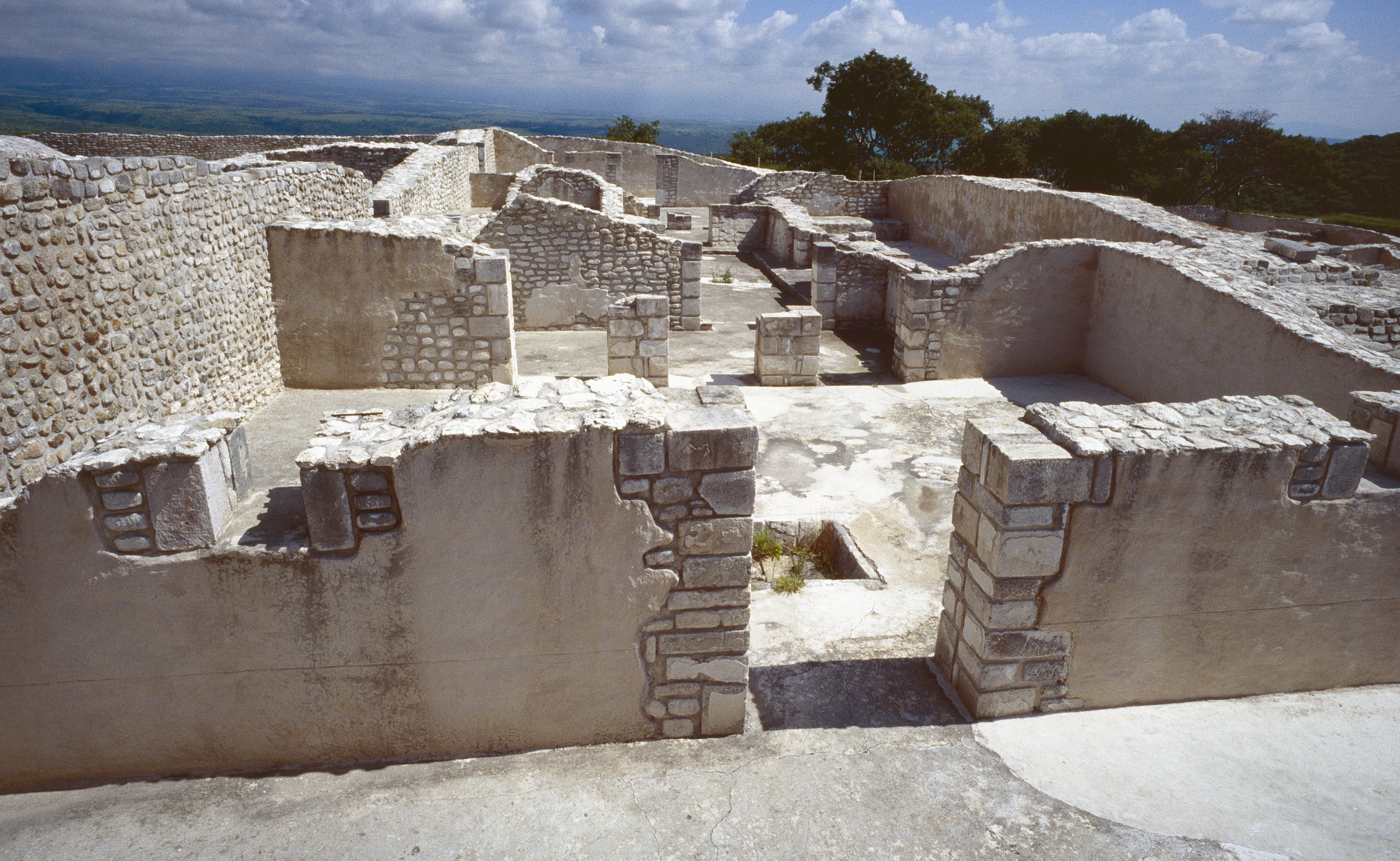
Akropolis

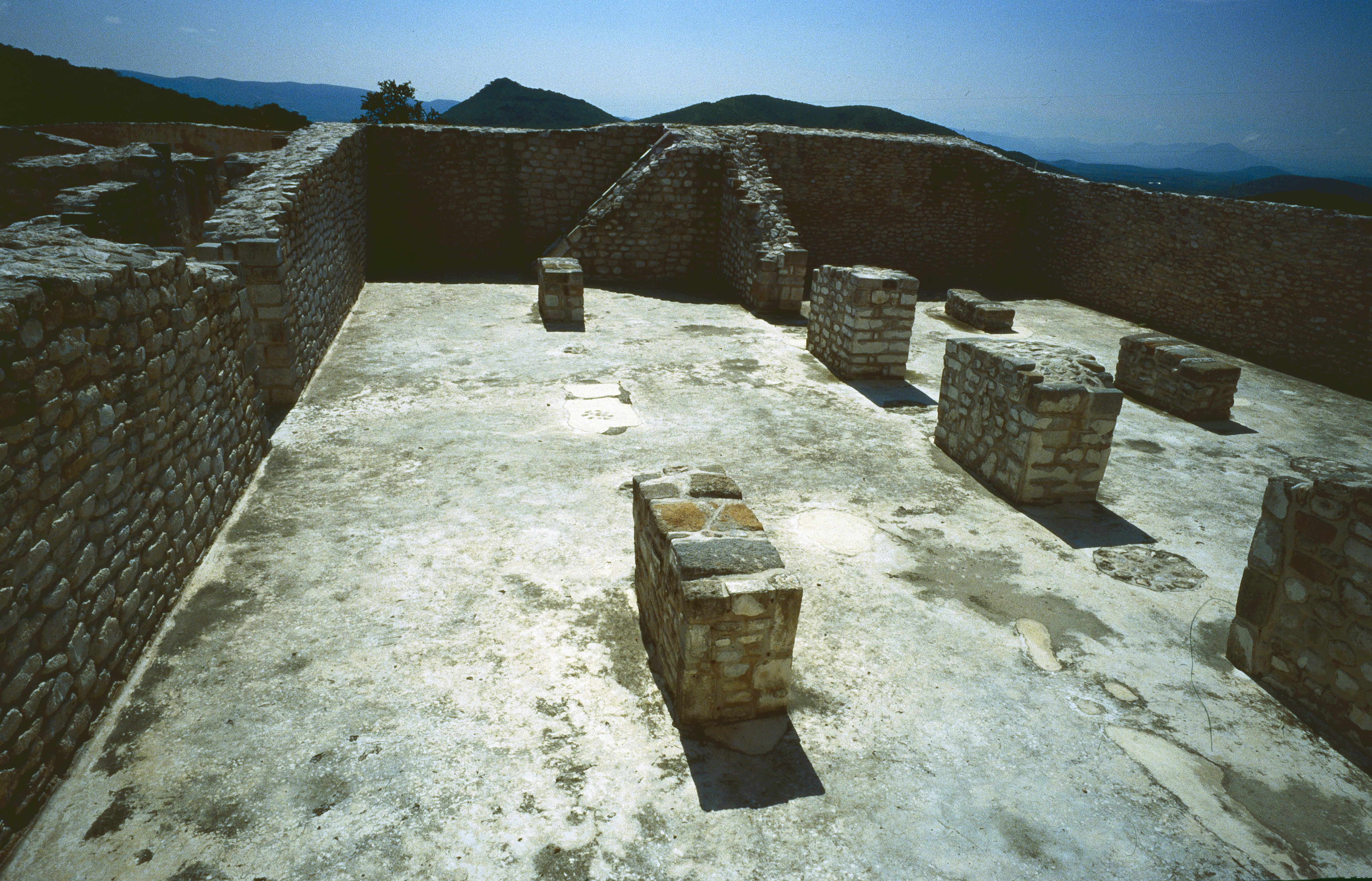
Akropolis

Unter verschiedenen Bezeichnungen ist ein komplexes Gebäude bekannt, das die zentrale Plaza nach Westen hin abschließt. Von der Plaza aus erweckt es den Eindruck eines sehr breiten niedrigen Pyramidensockels, wobei es sich aber um das höchste Niveau von Xochicalco handelt. Es lassen sich mehrere voneinander getrennte Einheiten unterscheiden:
- Kleine Plaza mit zwei größeren Gebäuden an der Süd- und Nordseite, die im Aufbau das typische geschilderte Muster aufweisen, sowie einem schmalen Gebäude an der Ostseite. An den Ecken der Plaza befinden sich kleine, verschachtelte Räume.
- Westlich anschließend liegt ein lang-rechteckiger spiegelbildlich aufgebauter Komplex, der um einen kleinen Raum mit Impluvium angeordnet ist. Die Eingänge zu den Räumen sind mit gemauerten Pfeilern zweifach unterteilt. Je weiter die Räume vom Impluvium entfernt sind, umso höher liegt der Fußboden.
- Der größte Komplex schießt im Westen an, auch er ist spiegelbildlich gestaltet. In der Mitte liegt ein kleines Impluvium, von dem in alle vier Richtungen Durchgänge in Räume führen, die östlich und westlich sehr klein sind, nördlich und südlich ungewöhnlich groß. Die Decke war einst von Mauerpfeilern getragen. Bemerkenswert ist in einer Ecke eine gemauerte Treppe, die auf das Dach hinaufgeführt haben muss. Ein nahezu identischer Komplex liegt etwas tiefer nördlich anschließend.

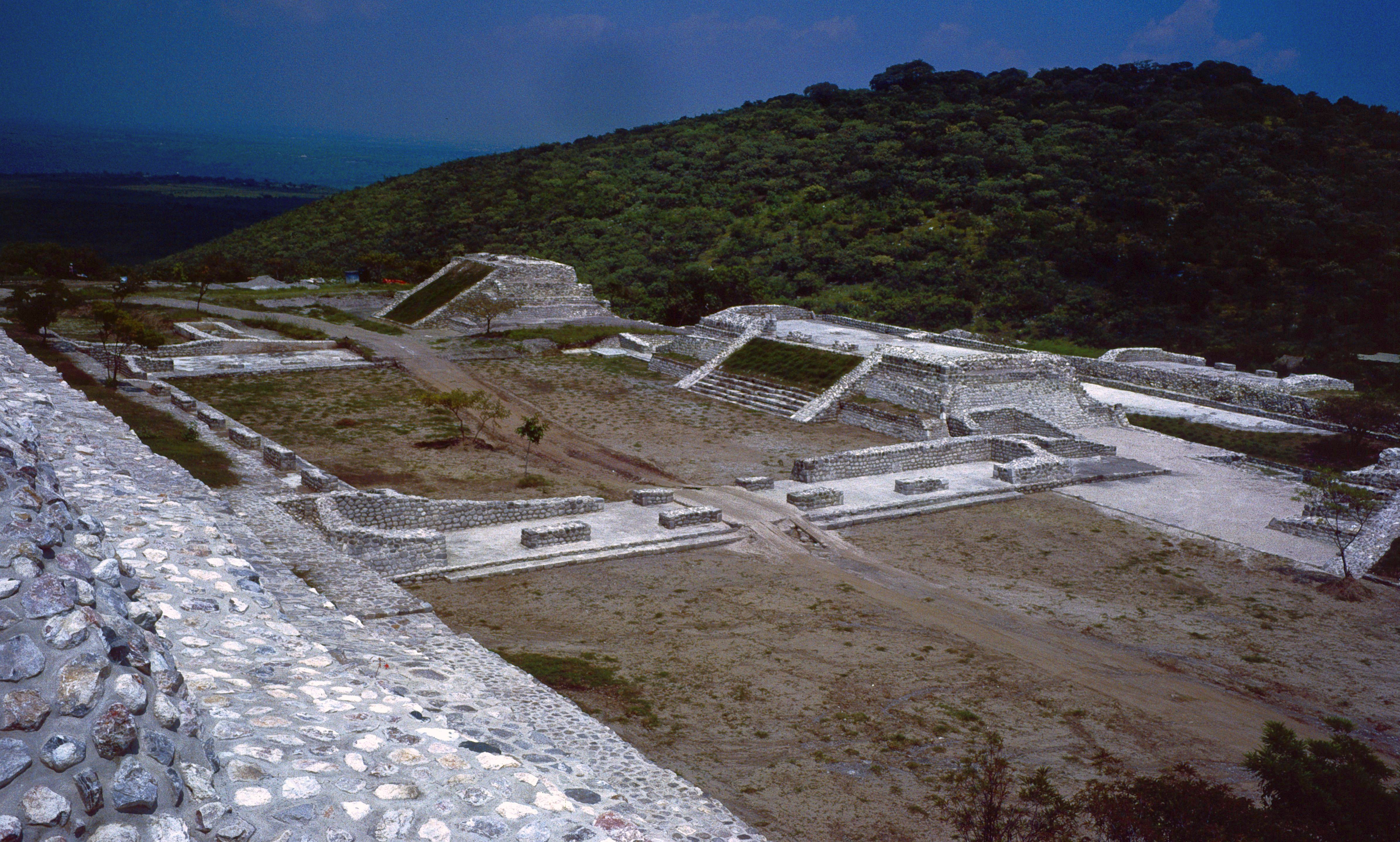
Östliche Plaza

Weitere Komplexe liegen ebenfalls auf etwas niedrigerer Höhe im Westen und Süden. Von der Lage und dem Aufbau her dürfte es sich um die Residenz der lokalen Herrscher gehandelt haben. Dass mehrere Bauten paarig vorkommen, könnte auf eine Aufspaltung der jeweiligen Verwandtschaftslinie hinweisen.

## Östliche Plaza

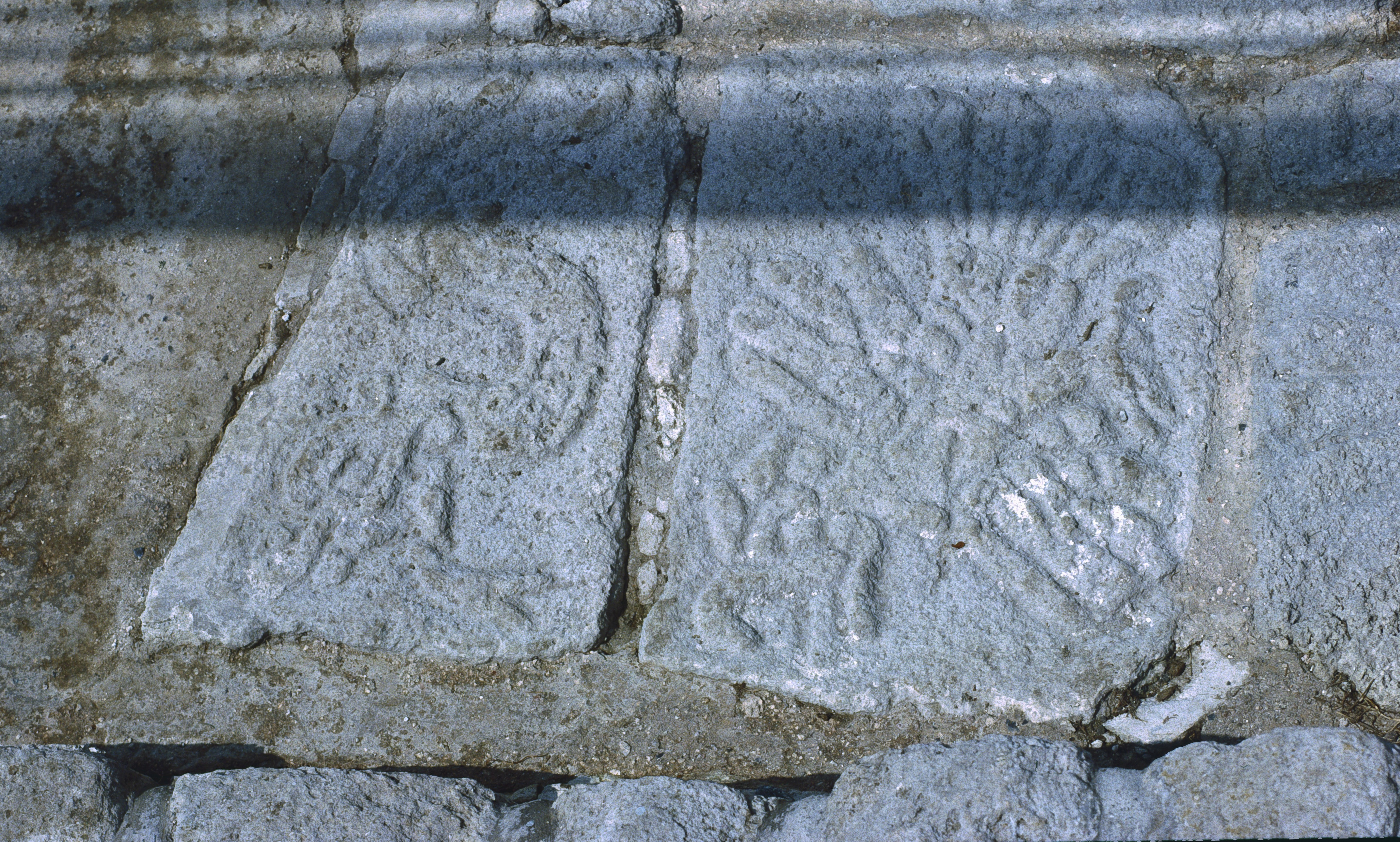
Östliche Plaza, Steinpflasterung der Rampe

Auf dem zweiten Niveau östlich der großen Plaza liegen große Höfe, die teilweise von Portikus-Hallen eingerahmt sind. An ihrer Ostseite finden sich drei mittelgroße Pyramiden mit schlecht erhaltenem Tempelraum. Weiter östlich liegt parallel der zweite Ballspielplatz. Bemerkenswert ist eine Rampe, deren gut erhaltenes Steinpflaster verschiedene Tiere in flachem Relief zeigt.

## Ballspielplätze
Xochicalco verfügt über drei Ballspielplätze. Der größte liegt auf dem untersten Niveau westlich des Berges vor der Pyramide La Malinche. Er hat relativ flache seitliche Schrängen und niedrige Reflexflächen sowie eine breite Spielgasse. Zu dem Ballspielplatz führt vom höheren Niveau eine breite gemauerte Rampe. Der zweite Ballspielplatz liegt auf dem mittleren Niveau östlich der Bergkuppe und hat ähnliche Charakteristika. Der dritte Ballspielplatz ist im Norden an die Umfassungsmauer des dritten Niveaus angelehnt, die praktisch die südliche Reflexwand des Ost-West verlaufenden Ballspielplatzes bildet, während die nördliche Reflexwand ein eigenständiges Bauwerk ist, zu dem schmale gemauerte Treppen hinaufführen. Alle Ballspielplätze besaßen große monolithische Ballspielringe mit Reliefdarstellungen.
- Bildergalerie Ballspielplätze

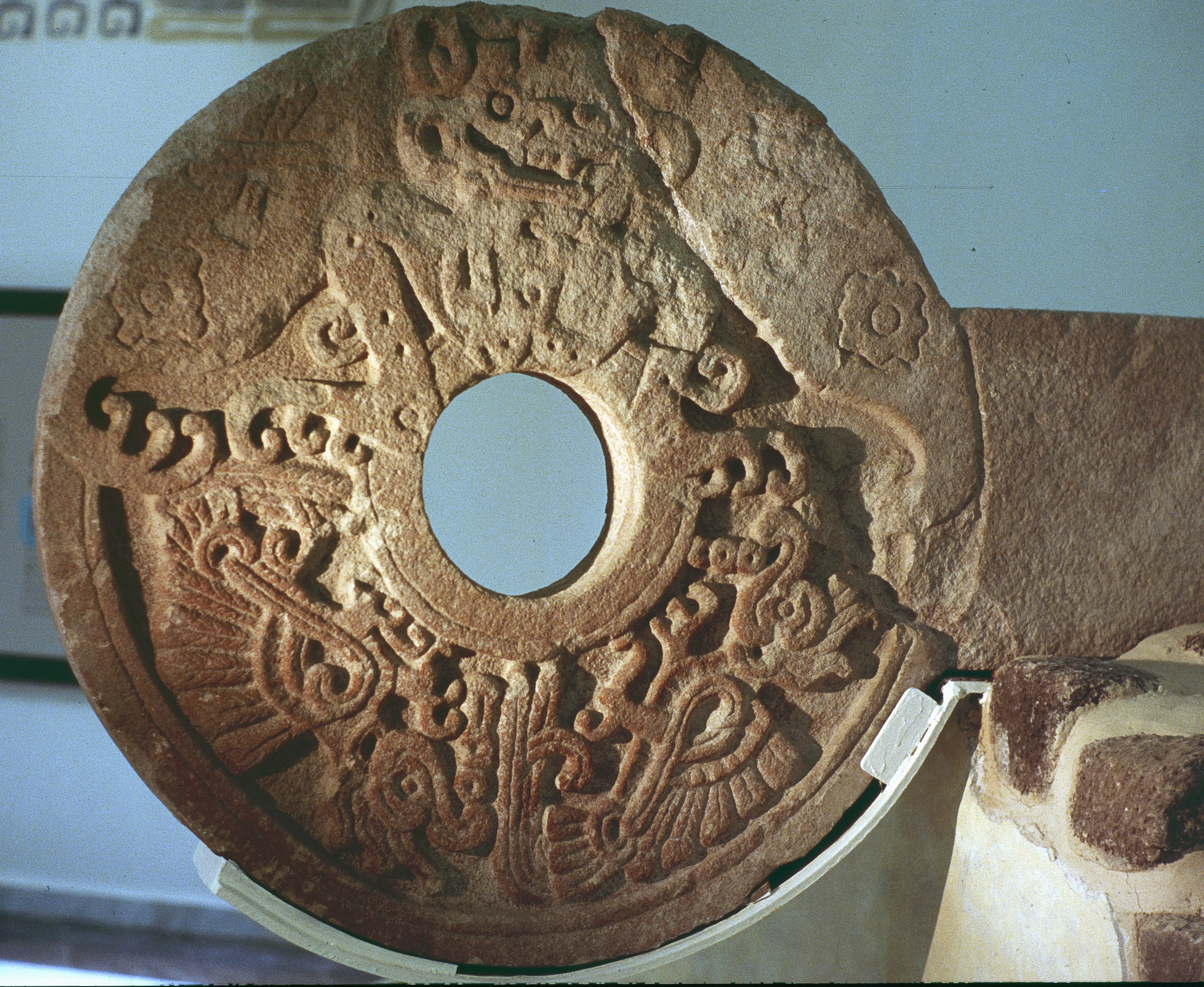
Ring für das Ballspiel
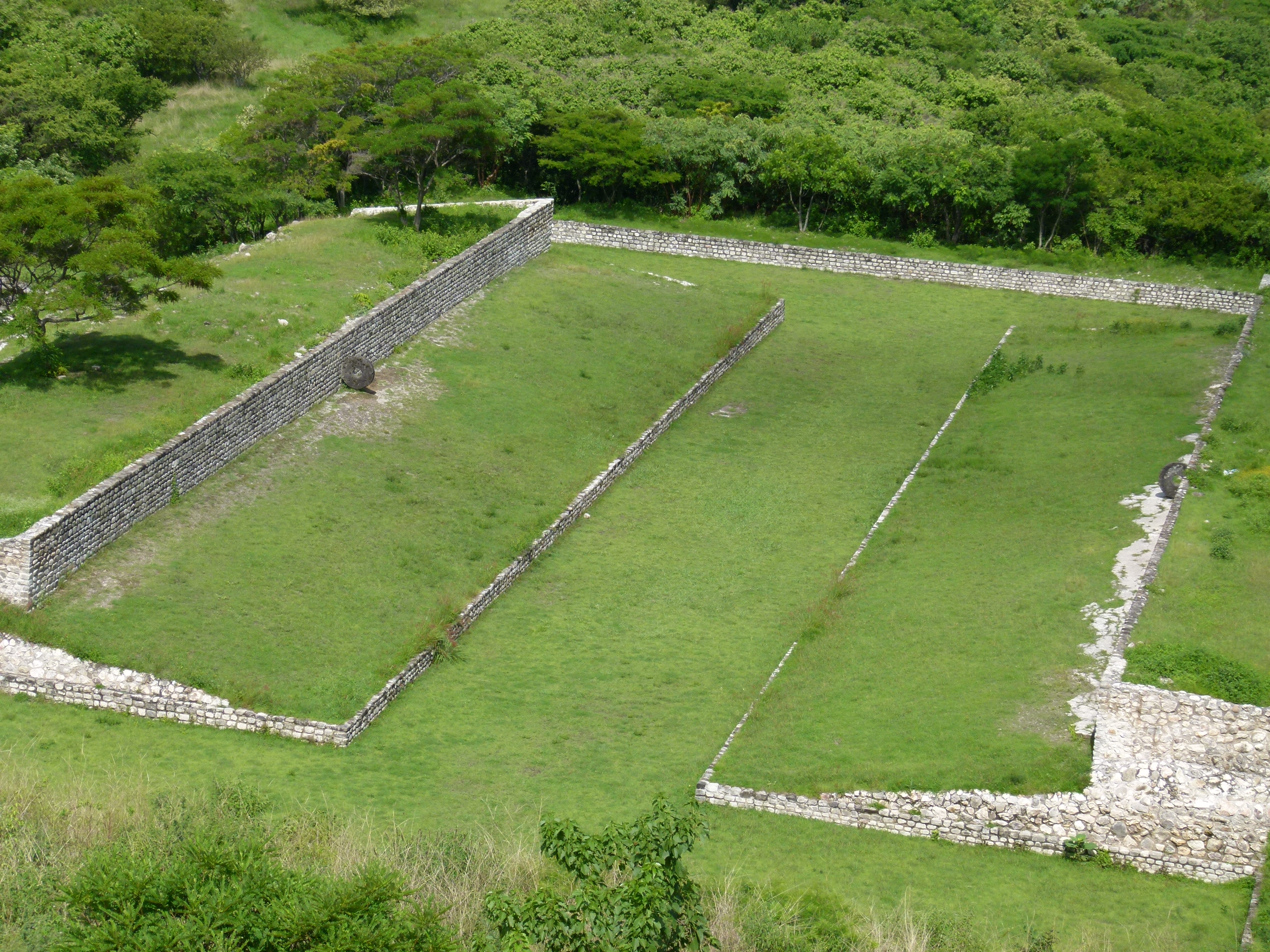
Ballspielplatz 1
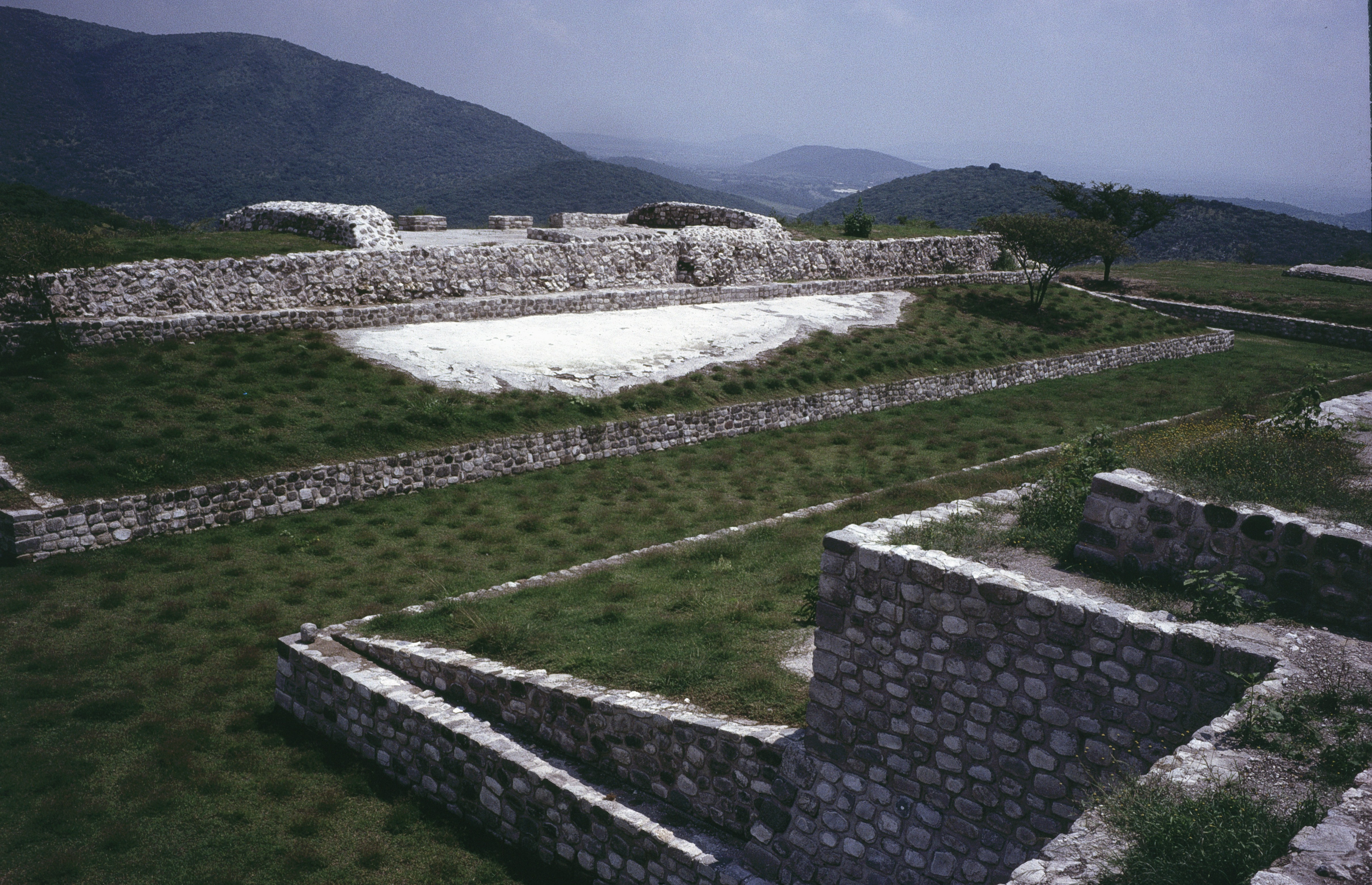
Ballspielplatz 2
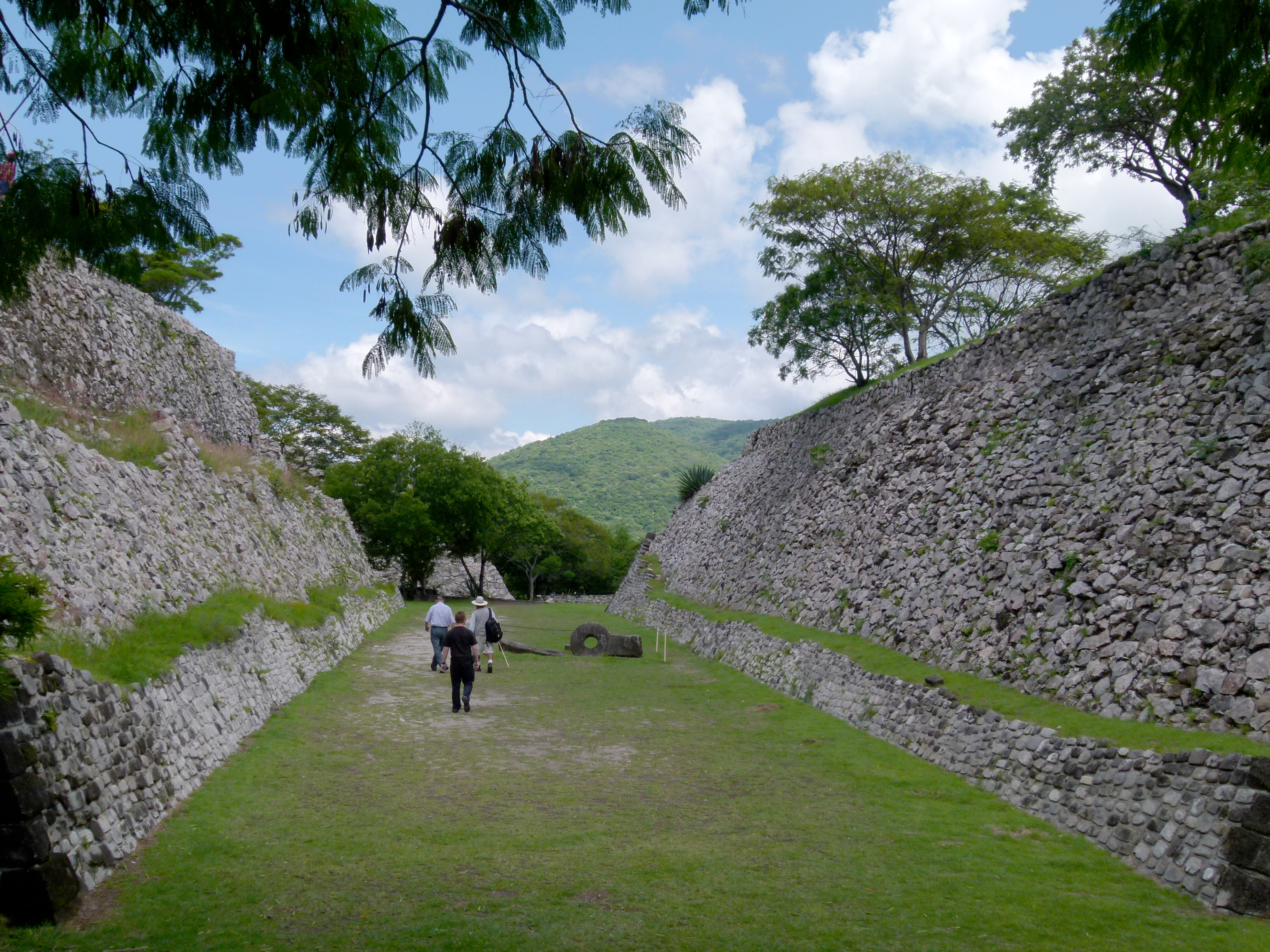
Ballspielplatz 3

## Monumente

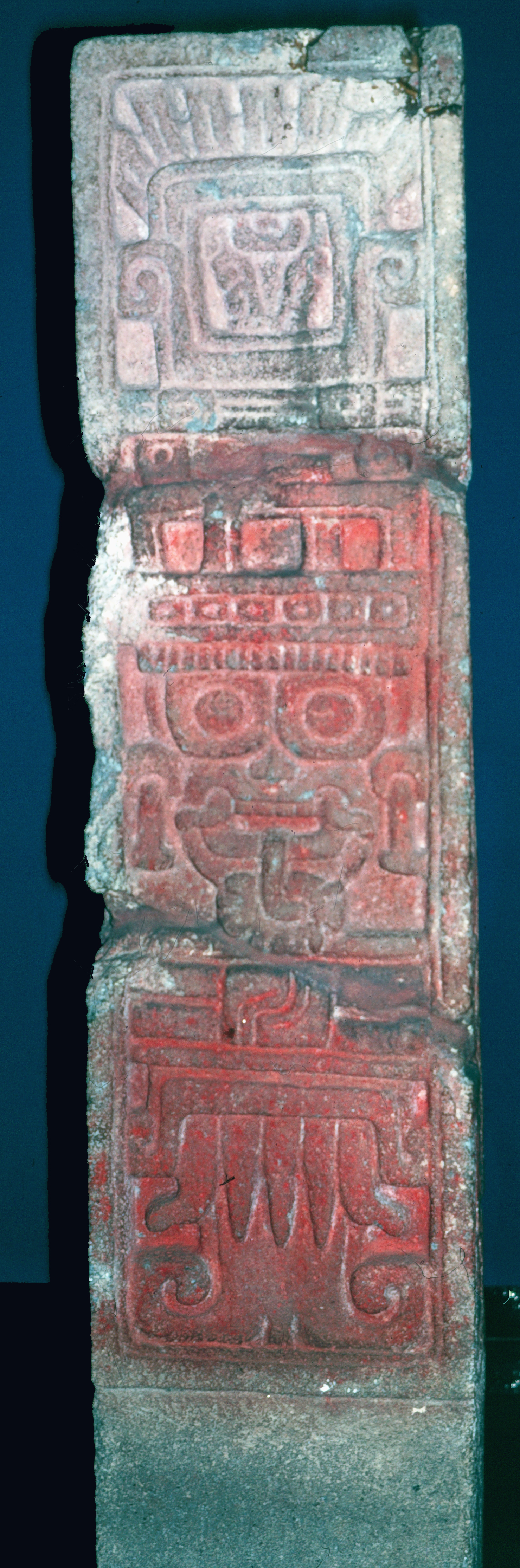
Stele 2

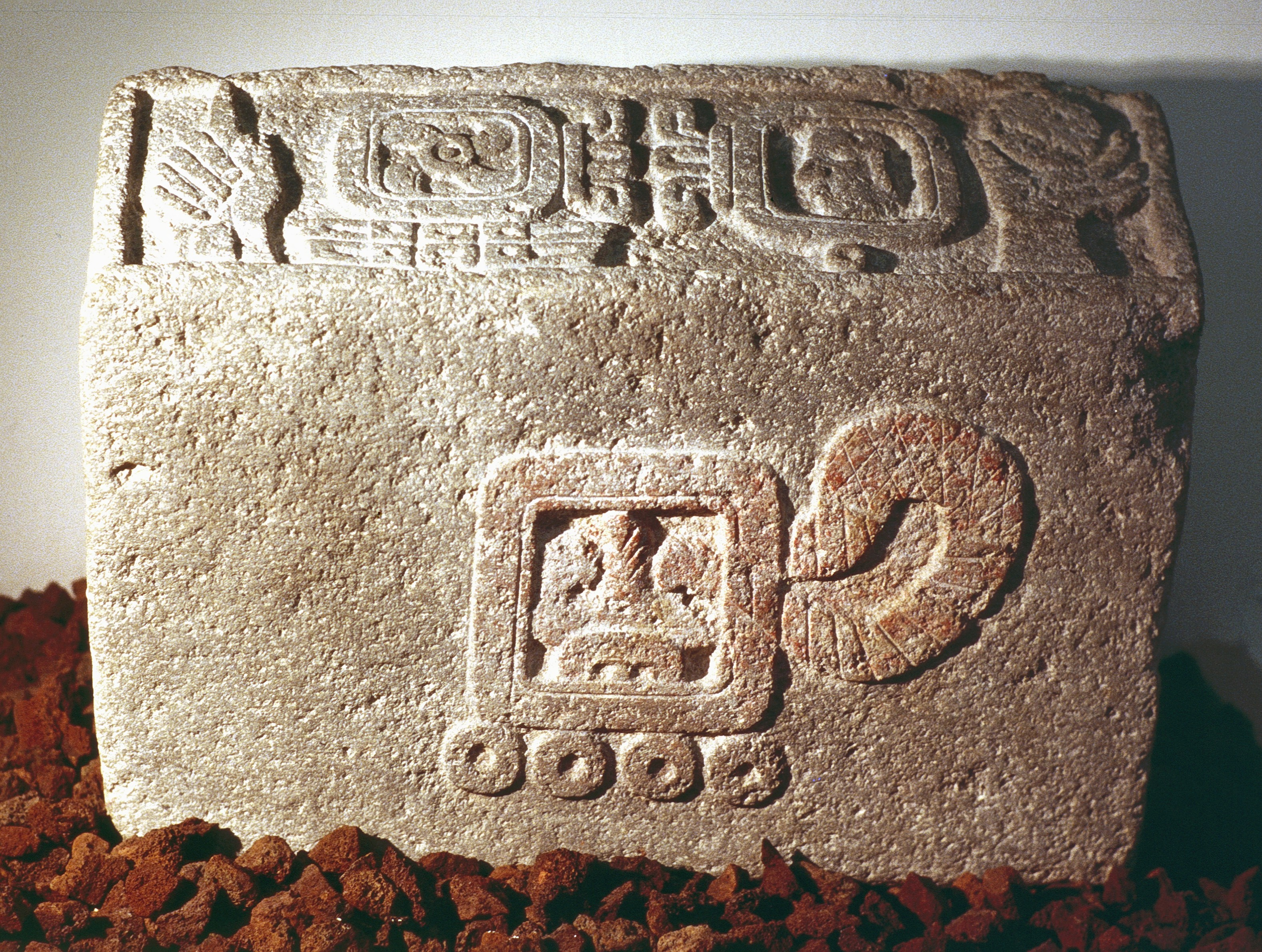
Stein mit drei Kalenderzeichen

In Xochicalco wurden mehrere freistehende verzierte Stelen gefunden. Nur eine (Estela de los dos glifos) befindet sich noch an ihrem ursprünglichen Ort in der Mitte eines Platzes zwischen den Tempelgebäuden Estructura C und Estructura D und südlich der Estructura E. Drei weitere Stelen wurden in zerbrochenem Zustand in einer gemauerten unterirdischen Kammer der Estructura A, über und über mit roten Ocker bedeckt, entdeckt. Fundumstände belegen, dass es sich hier um ein rituelles Begräbnis der Stelen handelt. Die Stelen befinden sich heute im Museo Nacional de Antropología in Mexiko-Stadt. Eine Reihe von Inschriftensteinen befinden sich im lokalen Museum.

## Observatorium
Eine natürliche Höhle ist mit künstlichen Einbauten zu einem astronomischen Observatorium ausgebaut worden und wurde hauptsächlich dazu verwendet, den Beginn des landwirtschaftlichen Zyklus zu bestimmen. Dies ist eines der am besten erhaltenen Observatorien in Mexico. Sie war ursprünglich mit Stuck bedeckt und mit Schwarz, Gelb und Rot bemalt.
Mit Hilfe eines künstlich ausgemauerten Kamins beobachtete man in der Nacht die Sterne, die den Zenit passierten. Zu jener Zeit geschah dies zweimal im Jahr: Mitte März und Ende Juli. Direktes Sonnenlicht fällt in die Höhle über einen Zeitraum von 105 Tagen von Ende April bis Mitte August. Damit bleiben 260 Tage ohne direktes Sonnenlicht.
- Bildergalerie Observatorium

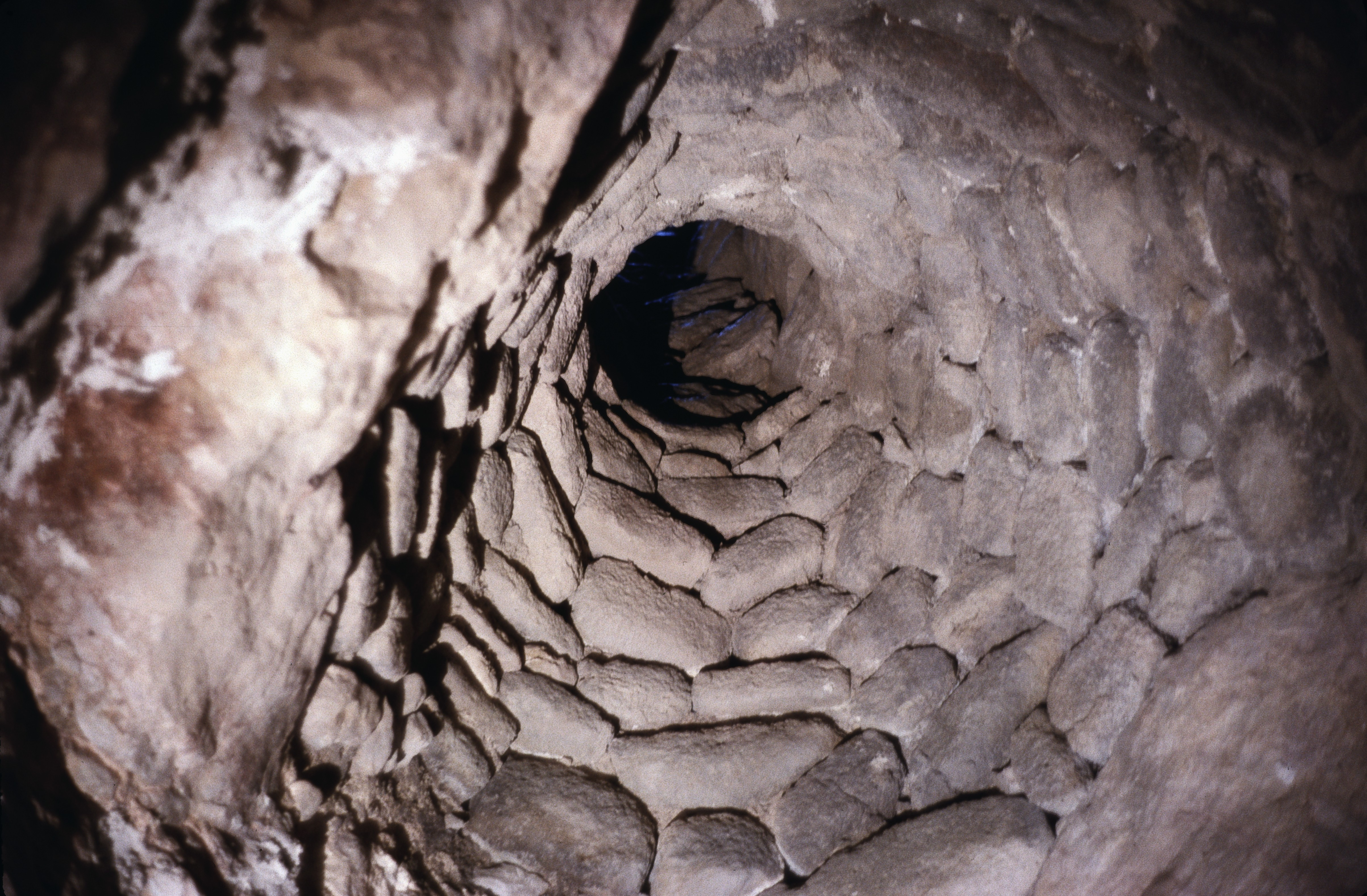
Beobachtungsschacht des Observatoriums
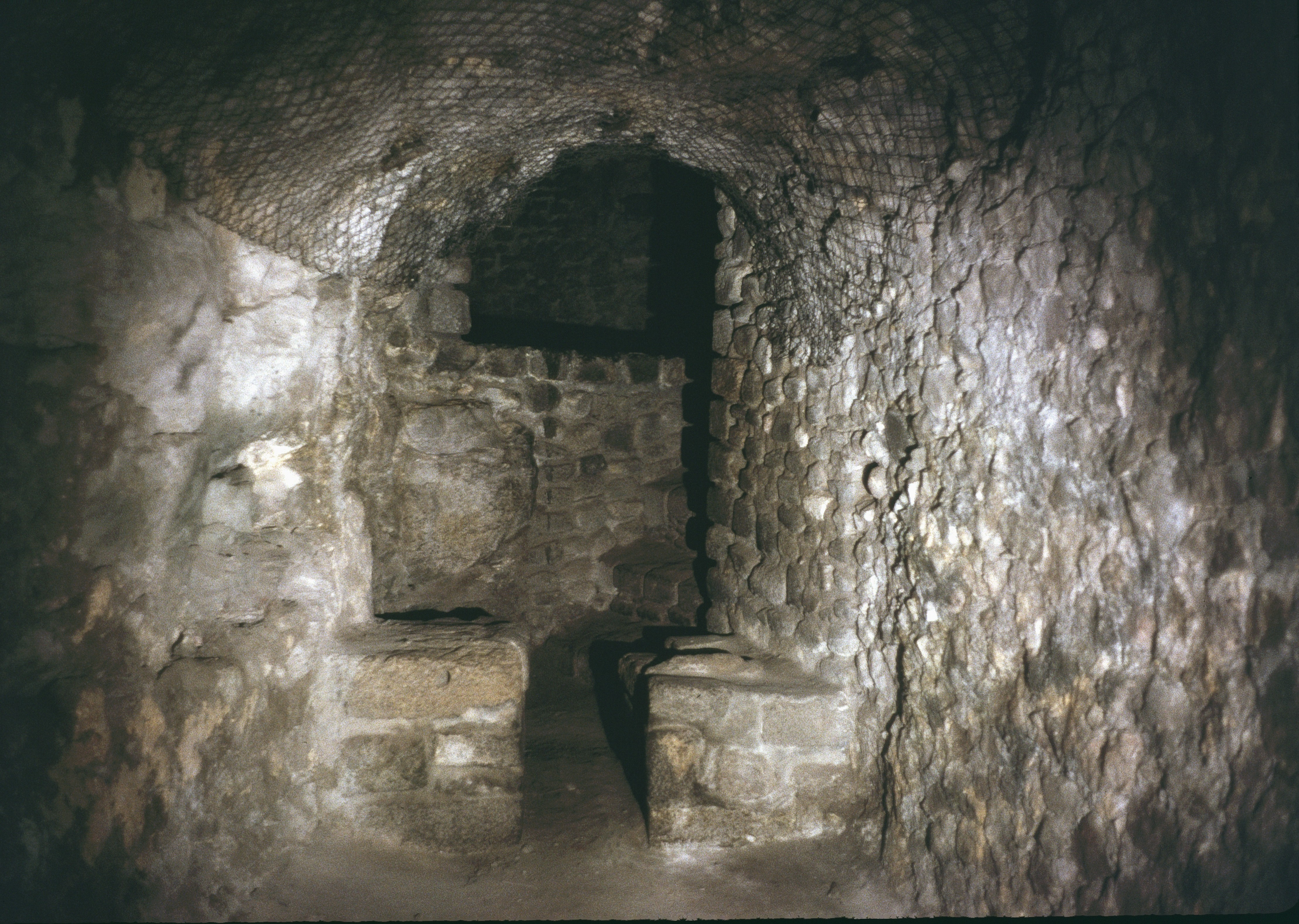
Zugang zur Observatoriumskammer
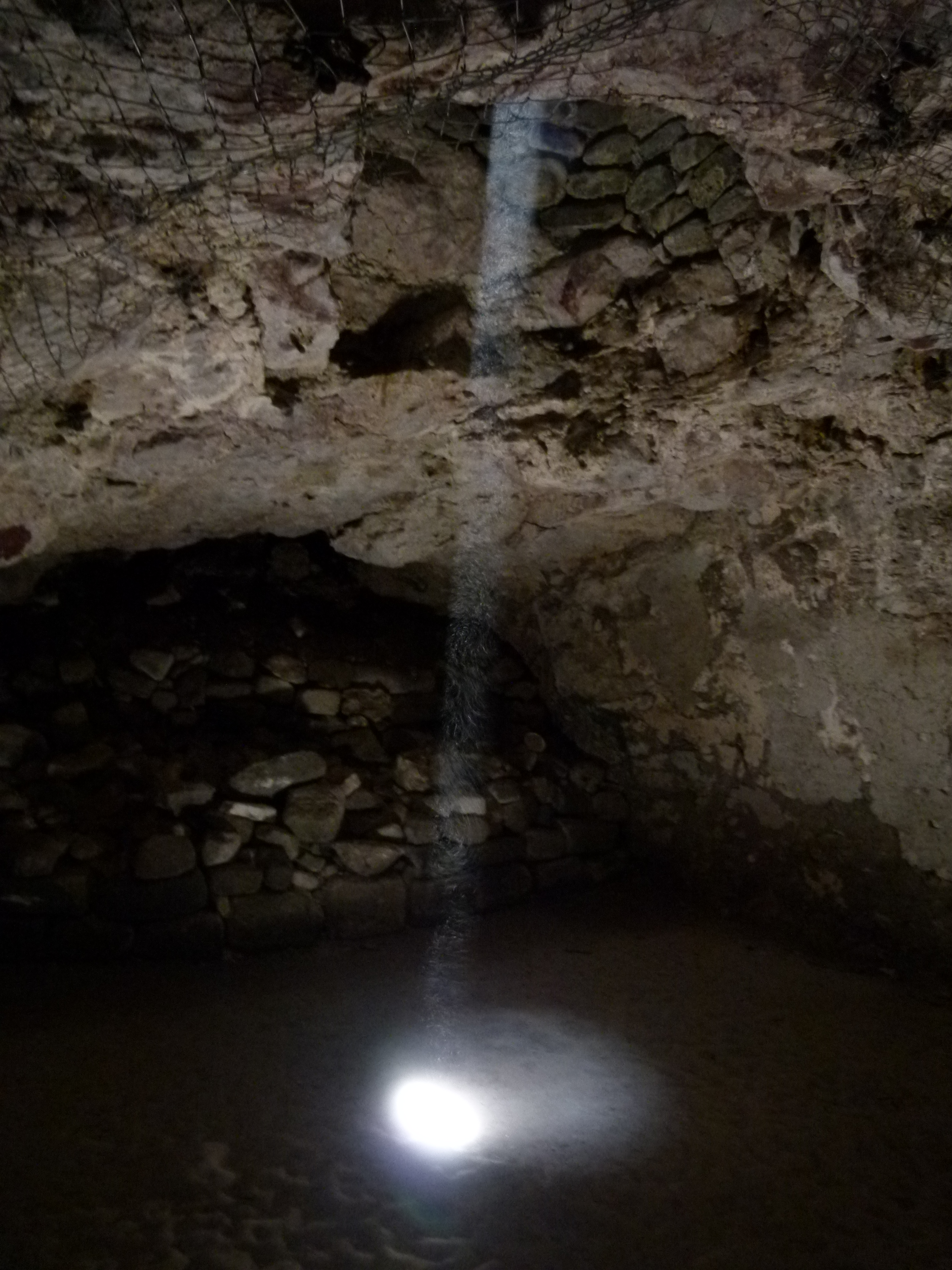
Die Sonne scheint in den Schacht

## Tourismus
Xochicalco ist eine UNESCO-Weltkulturerbestätte und eine Touristenattraktion. In der Nähe der Ausgrabungsstätte befindet sich ein kleines Museum. Als architektonisches Glanzlicht des Museums gilt die Glaswand des größten Ausstellungssaales, durch die man wie auf einem Bild auf die gesamte Ausgrabungsstätte blickt. Die Fundstelle ist für Besucher täglich von 10 bis 17 Uhr geöffnet, der Zutritt zum Observatorium ist jedoch nur am Nachmittag gestattet.